# 四国別格二十霊場
空海（弘法大師）は四国に、四国八十八箇所霊場のほかにも数多くの足跡を残しており、それらは番外霊場(後述)として人々の信仰を集めてきた。それらの番外霊場のうち20の寺院が集まって、1968年(昭和43年)に霊場として創設されたものが四国別格二十霊場（しこくべっかくにじゅうれいじょう）である。
四国八十八箇所霊場に四国別格二十霊場を加えると百八となり、人間の百八煩悩と同じになることから「煩悩を滅するのもよし」と、両霊場を合わせて参拝することを薦めている。

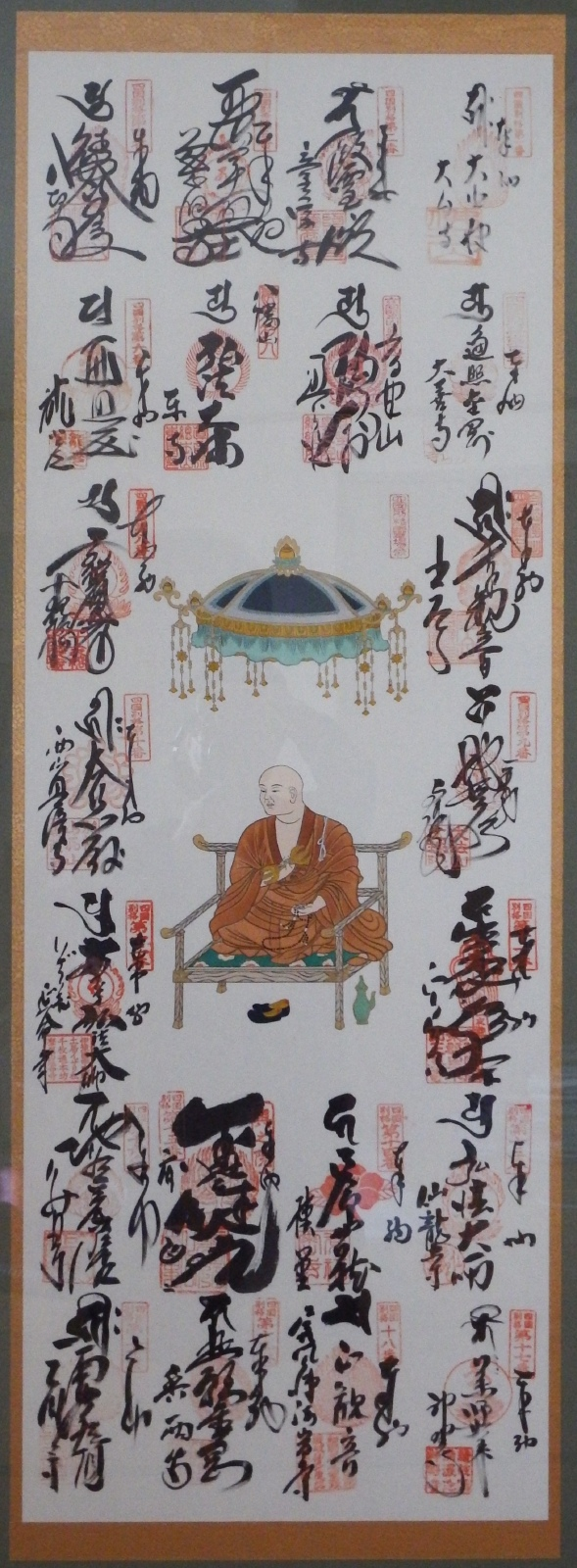
納経掛け軸

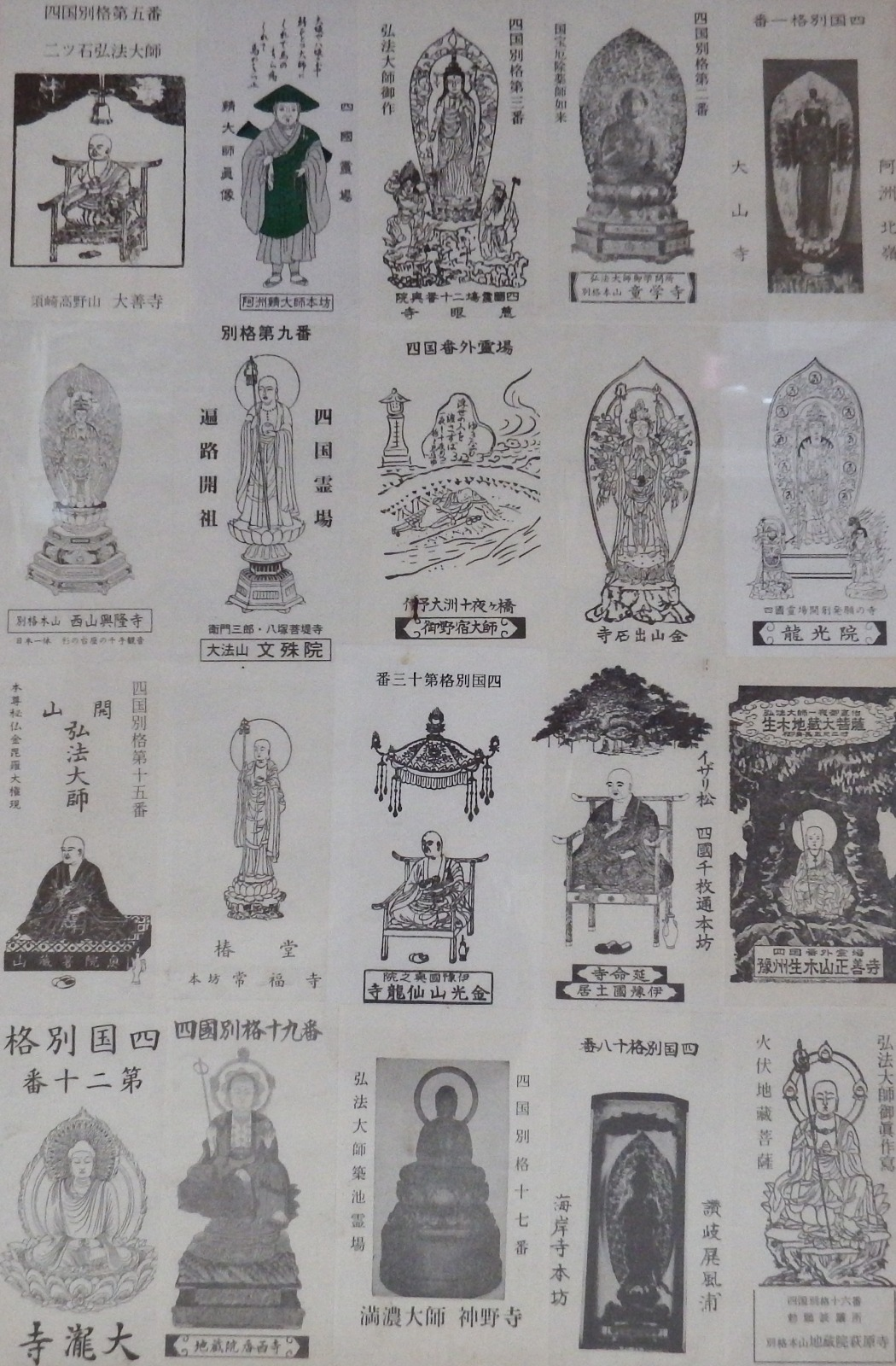
御影

## 番外霊場
四国八十八箇所霊場（以下、同霊場と表現する）の巡拝者が立ち寄ることが多い寺社や修行場や霊跡で、伝説や成立の縁起や本尊の威徳本誓に、空海（弘法大師）との関わりが深いところが多い。また、位置的にも同霊場の遍路道沿いにあったり近接しているものが多く、同霊場以外で、それらの寺社や霊跡を総じて番外と呼ぶようになったとされる。栄枯盛衰があり定義も定まっていないので数は特定できないが200近くとも300近くはあるといわれている。

## 特徴

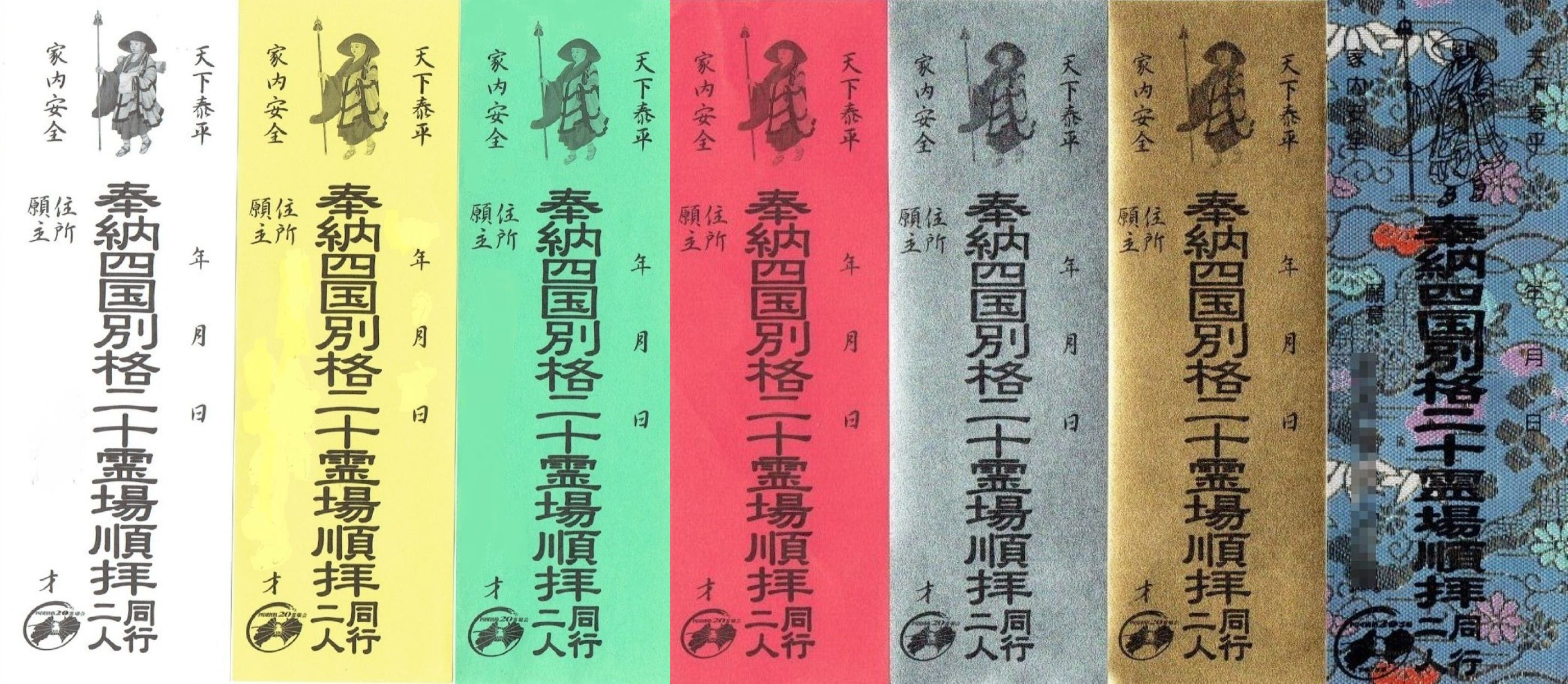
納札

当霊場と四国八十八箇所霊場（以下、同霊場と表現する）を合わせて巡拝する場合、同霊場の巡拝を終えて改めて当霊場を巡っても、同霊場の巡拝の道中に立ち寄りながら一緒に巡ってもどちらでもよい。また、最近は当霊場を先に巡拝した後に同霊場を巡ったり、当霊場だけを巡拝する者も出てきた。ただ、歩きでの遍路道が自然災害や藪化で歩行困難になり車道歩きを余儀なくされるところがあったり、車での巡拝の場合、山頂近くにあるため冬場は雪で困難になるところもあるので事前に情報を得る必要がある。なお、車遍路ならおおむね4日で、熟練者は3日で一巡できる。
当霊場は、納め札の色は巡拝回数で変わるのではなくて、一般は白、先達は黄、権中先達は緑、中先達は赤、権大先達は銀、大先達は金、特任先達は錦となっている。
また、寺院名入り念珠玉（男性用と女性用と紫檀木の3種類あり、いずれの親玉も霊場会々長の寺で販売）を各寺院で1個ずつ集めて21個揃ったら片手念珠を作れるというのがある。
当霊場の全二十箇寺を巡れば結願となり、その後、御礼参りとして和歌山県の高野山にある総本山金剛峯寺（奥の院とは異なる）または、京都府京都市南区にある東寺（教王護国寺）のどちらか、または両方に参拝をし納経を行う。また、満願証（賞状タイプ）を有償でどの札所寺院ででも作ってもらえる。なお、御礼参りは定められているものではないが、正規の納経帳などには御礼参りの項が設定されているので参拝するのが一般的である。

## 公認先達
当霊場には先達制度があり、当霊場を巡拝先導して興隆に寄与せし者を寺院住職の推薦により申請し審査が行われた後、階級に応じた礼禄を納め毎年秋に行われる先達会に出席して公認先達の資格を得、また各階級に昇進する。
- 新任先達：霊場巡拝3回以上。新補料2万5千円（半袈裟・納経帳を含む、金剛杖は希望者のみ別途実費支給）
- 権中先達：先達補任後2年以上経過、巡拝・研修会参加の累計8回以上、前号補任後の巡拝・研修会参加の合計が3回以上の全ての条件を満たすこと。昇補料3万円。
- 中先達：権中先達補任後3年以上経過、巡拝・研修会参加の累計15回以上、前号補任後の巡拝・研修会参加の合計が3回以上の全ての条件を満たすこと。昇補料5万円。
- 権大先達：中先達補任後3年以上経過、巡拝・研修会参加の累計25回以上、前号補任後の巡拝・研修会参加の合計が5回以上の全ての条件を満たすこと。昇補料9万7千円（折五条袈裟を含む）。
- 大先達：権大先達補任後5年以上経過、満50歳以上で霊場会の総意により承認された者。昇補料10万円。
- 特任大先達（定員10名）：大先達補任後5年以上経過、霊場会の総意により承認された者。昇補料10万円。
- 特任名誉大先達（定員5名）：満65歳以上の特任大先達で霊場会の総意により承認された者。昇補料10万円。

また、小学生以下の児童には子供先達、中学生以上で満二十歳未満には准先達がある。
なお、研修会参加というのは先達研修会や霊場会の招集する特別な行事の参加のことで、その証としてシールをもらえ、1回につき霊場巡拝1回分の昇進条件に相当する。今回の改正により初めての巡拝からの累計が認められるようになったので、若いときや余裕のある時期に多く巡拝しておけば、後年その巡拝回数が昇進時に有効になる。

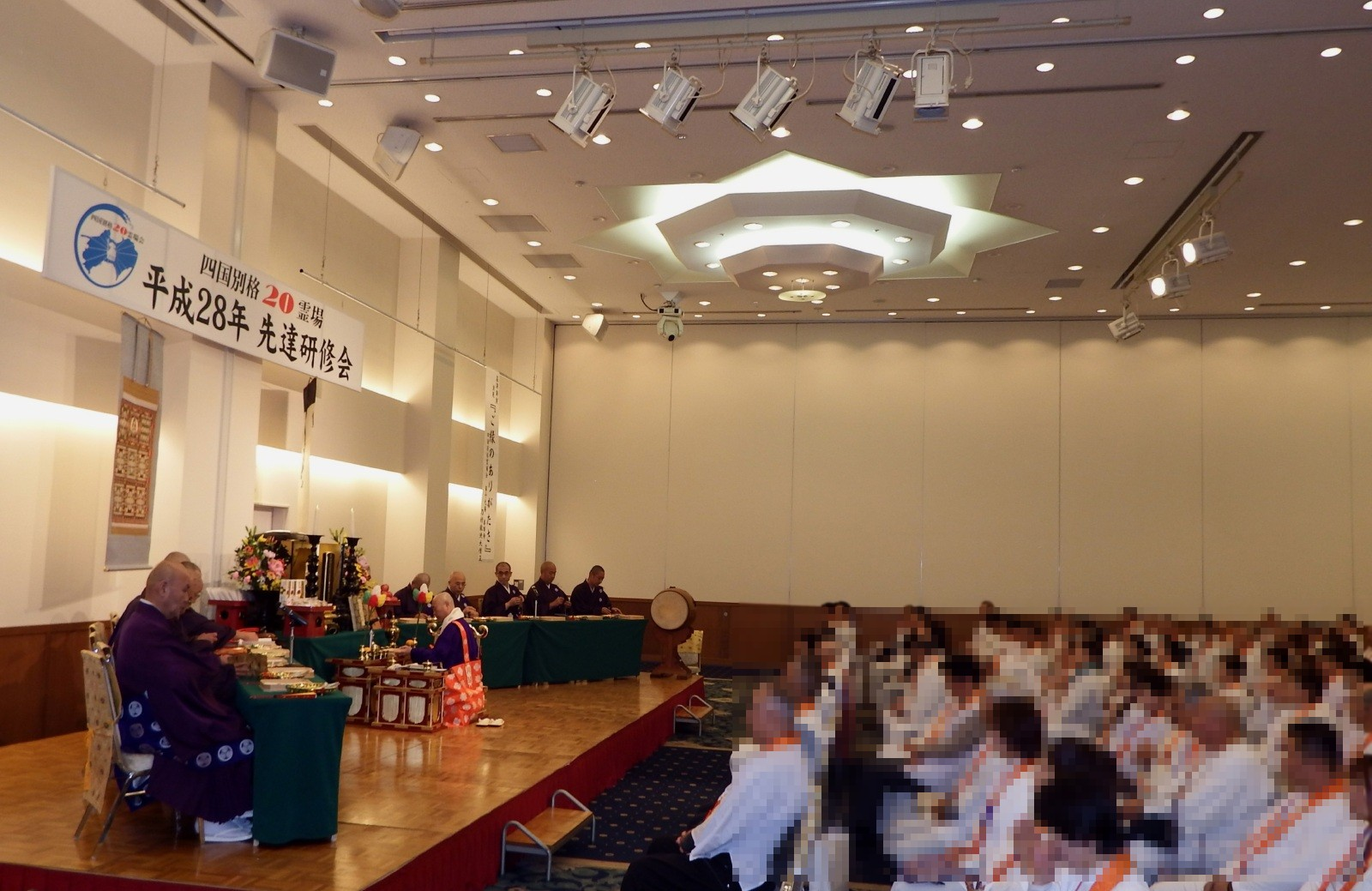
先達会
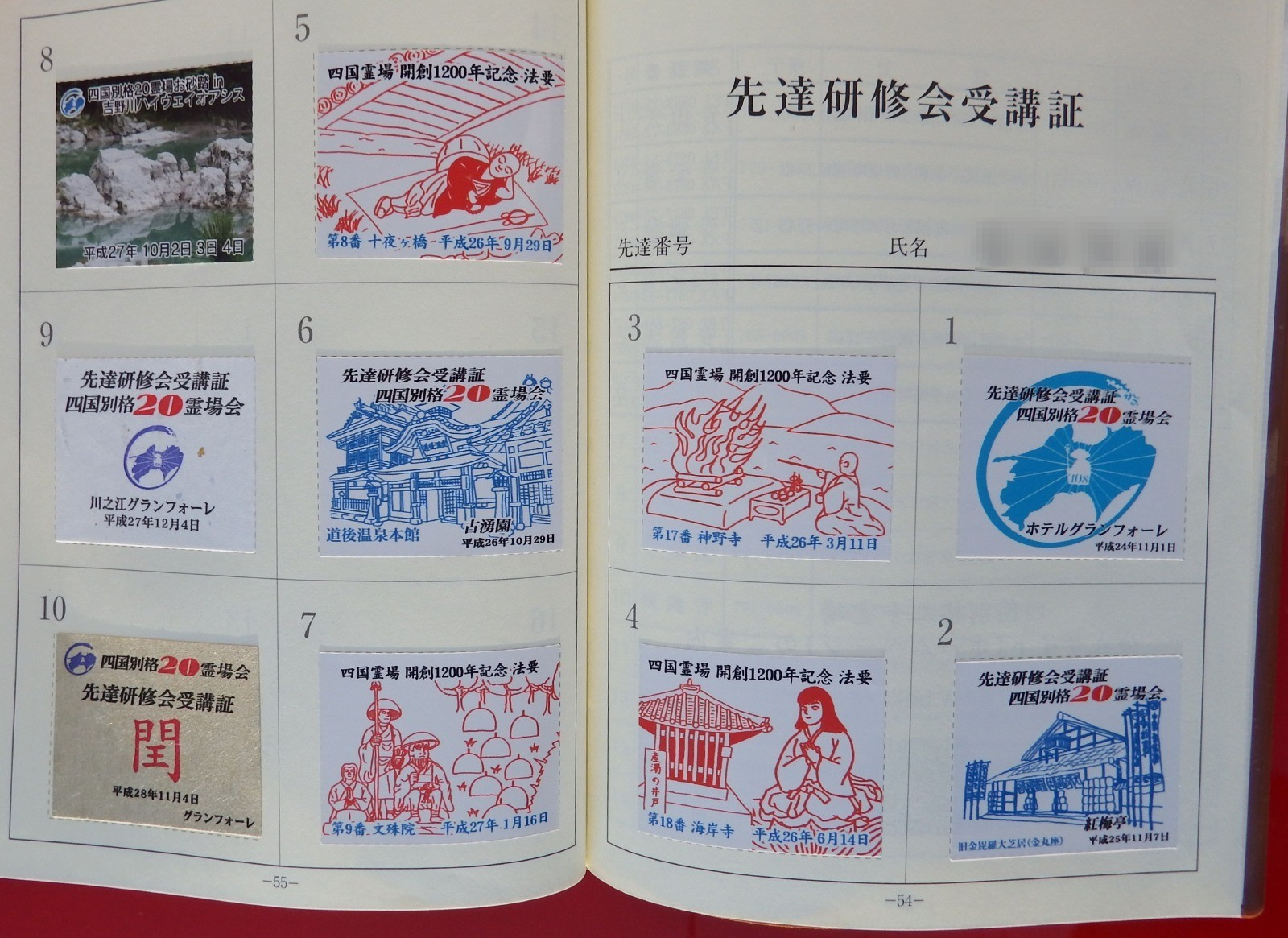
参加シール
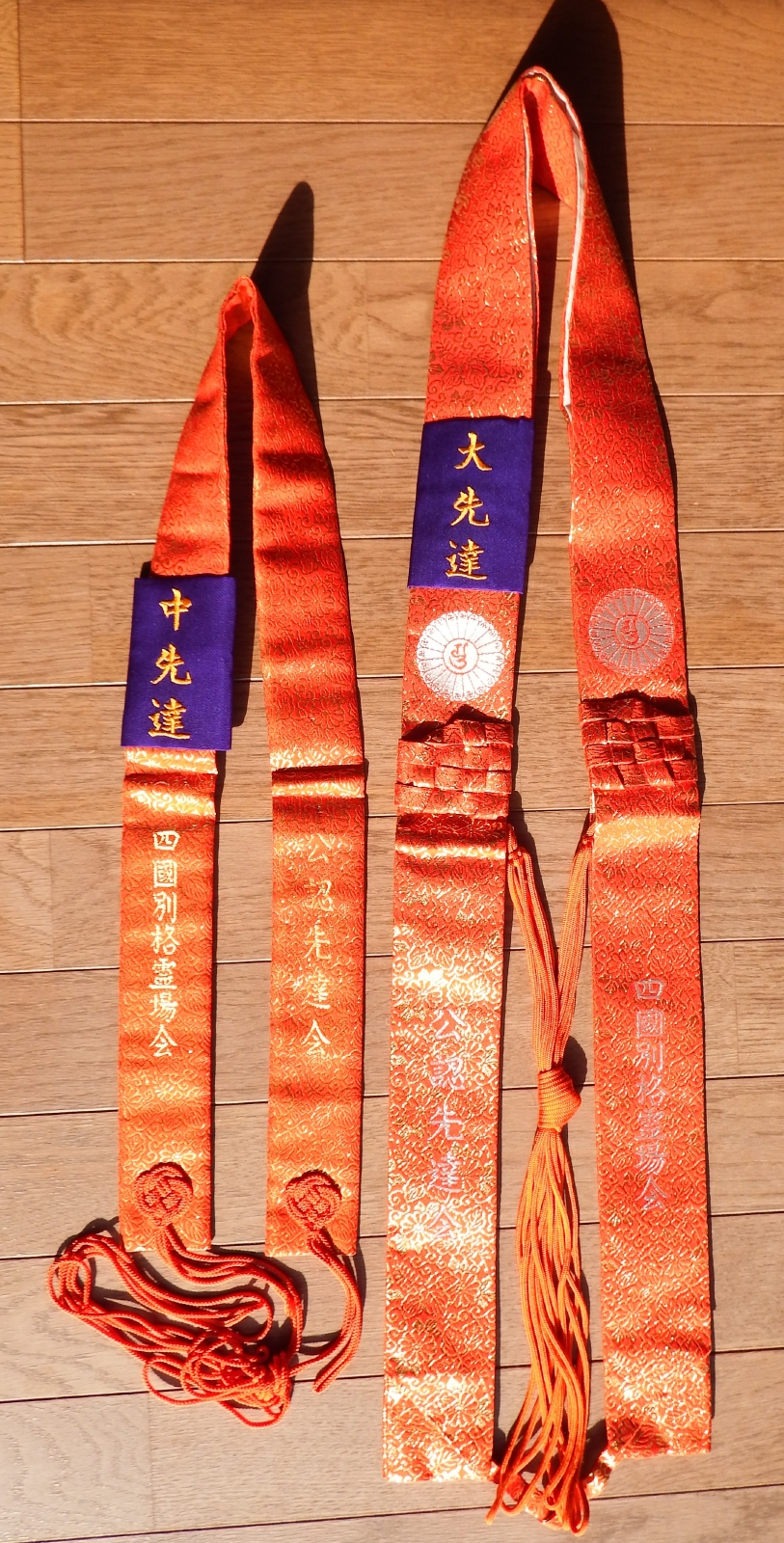
先達の輪袈裟

- 新任先達から中先達までは右の袈裟、権大先達から特任大先達は左の折五条袈裟。先達用の杖は1種類のみ。

### 霊場会役員
現在の霊場会役員は以下の通り。任期は3年で、令和6年6月1日より令和9年5月31日まで
- 会長：3番 慈眼寺
- 副会長：16番 萩原寺、13番 仙龍寺
- 事務局：2番 童学寺
- 会計：19番 香西寺
- 広報・Web担当：18番 海岸寺

## 霊場一覧
| 札番 | 山号／寺院名                 | 本尊                        | 宗派・寺格                | 所在地                                           | 主な他の霊場                                 |
| ---- | ---------------------------- | --------------------------- | ------------------------- | ------------------------------------------------ | -------------------------------------------- |
| 1    | 仏王山 大山寺                | 千手観世音菩薩              | 真言宗醍醐派 準別格本山   | 〒771-1320 徳島県板野郡上板町神宅字大山14-2      | 四国36不動霊場                               |
| 2    | 東明山 童学寺                | 薬師如来                    | 真言宗善通寺派 別格本山   | 〒779-3232 徳島県名西郡石井町石井字城ノ内605     | 四国36不動霊場                               |
| 3    | 月頂山 慈眼寺                | 十一面観世音菩薩            | 高野山真言宗              | 〒771-4505 徳島県勝浦郡上勝町大字正木字灌頂瀧18  | 鶴林寺奥之院                                 |
| 4    | 八坂山 八坂寺 （鯖大師本坊） | 弘法大師                    | 高野山真言宗              | 〒775-0101 徳島県海部郡海陽町浅川字中相15        |                                              |
| 5    | 高野山 大善寺                | 弘法大師                    | 高野山真言宗              | 〒785-0009 高知県須崎市西町一丁目2-1             | 四国33観音霊場                               |
| 6    | 臨海山 福寿寺 （龍光院）     | 十一面観世音菩薩            | 高野山真言宗              | 〒798-0036 愛媛県宇和島市天神町1-1               |                                              |
| 7    | 金山 出石寺                  | 千手観世音菩薩              | 真言宗御室派 別格本山     | 〒799-3462 愛媛県大洲市長浜町豊茂乙1             | 四国33観音霊場                               |
| 8    | 正法山 永徳寺 （十夜ヶ橋）   | 弥勒菩薩                    | 真言宗御室派              | 〒795-0064 愛媛県大洲市東大洲1808                |                                              |
| 9    | 大法山 文珠院                | 地蔵菩薩 文殊菩薩           | 真言宗醍醐派              | 〒791-1134 愛媛県松山市恵原町308                 |                                              |
| 10   | 仏法山 興隆寺                | 千手観世音菩薩              | 真言宗醍醐派 別格本山     | 〒791-0505 愛媛県西条市丹原町古田1657            | 四国36不動霊場                               |
| 11   | 生木山 正善寺 （生木地蔵）   | 地蔵菩薩                    | 高野山真言宗              | 〒791-0503 愛媛県西条市丹原町今井141-1           |                                              |
| 12   | 摩尼山 延命寺                | 延命地蔵菩薩                | 真言宗御室派 別格本山     | 〒799-0711 愛媛県四国中央市土居町土居895         |                                              |
| 13   | 金光山 仙龍寺                | 弘法大師                    | 真言宗大覚寺派            | 〒799-0301 愛媛県四国中央市新宮町馬立1200        | 四国36不動霊場 三角寺奥之院                  |
| 14   | 邦治山 常福寺 （椿堂）       | 延命地蔵菩薩 非核不動尊     | 高野山真言宗              | 〒799-0127 愛媛県四国中央市川滝町椿堂            | 四国36不動霊場                               |
| 15   | 宝珠山 箸蔵寺                | 金毘羅大権現                | 真言宗御室派 別格本山     | 〒778-0020 徳島県三好市池田町州津蔵谷1006        | 四国36不動霊場 四国33観音霊場 こんぴら奥之院 |
| 16   | 巨鼇山 萩原寺                | 伽羅陀山火伏地蔵菩薩        | 真言宗大覚寺派 別格本山   | 〒769-1614 香川県観音寺市大野原町萩原2742        | 四国36不動霊場                               |
| 17   | 五穀山 神野寺                | 薬師如来                    | 真言宗善通寺派            | 〒766-0024 香川県仲多度郡まんのう町神野45-12     |                                              |
| 18   | 経納山 海岸寺                | 聖観世音菩薩 弘法大師誕生佛 | 真言宗醍醐派 準別格本山   | 〒764-0037 香川県仲多度郡多度津町大字西白方997-1 | 四国36不動霊場                               |
| 19   | 寶幢山 香西寺                | 延命地蔵菩薩                | 真言宗大覚寺派 旧別格本山 | 〒761-8015 香川県高松市香西西町211               | 四国33観音霊場                               |
| 20   | 福大山 大瀧寺                | 西照大権現                  | 真言宗御室派 準別格本山   | 〒779-3638 徳島県美馬市脇町字西大谷674           |                                              |

## ギャラリー

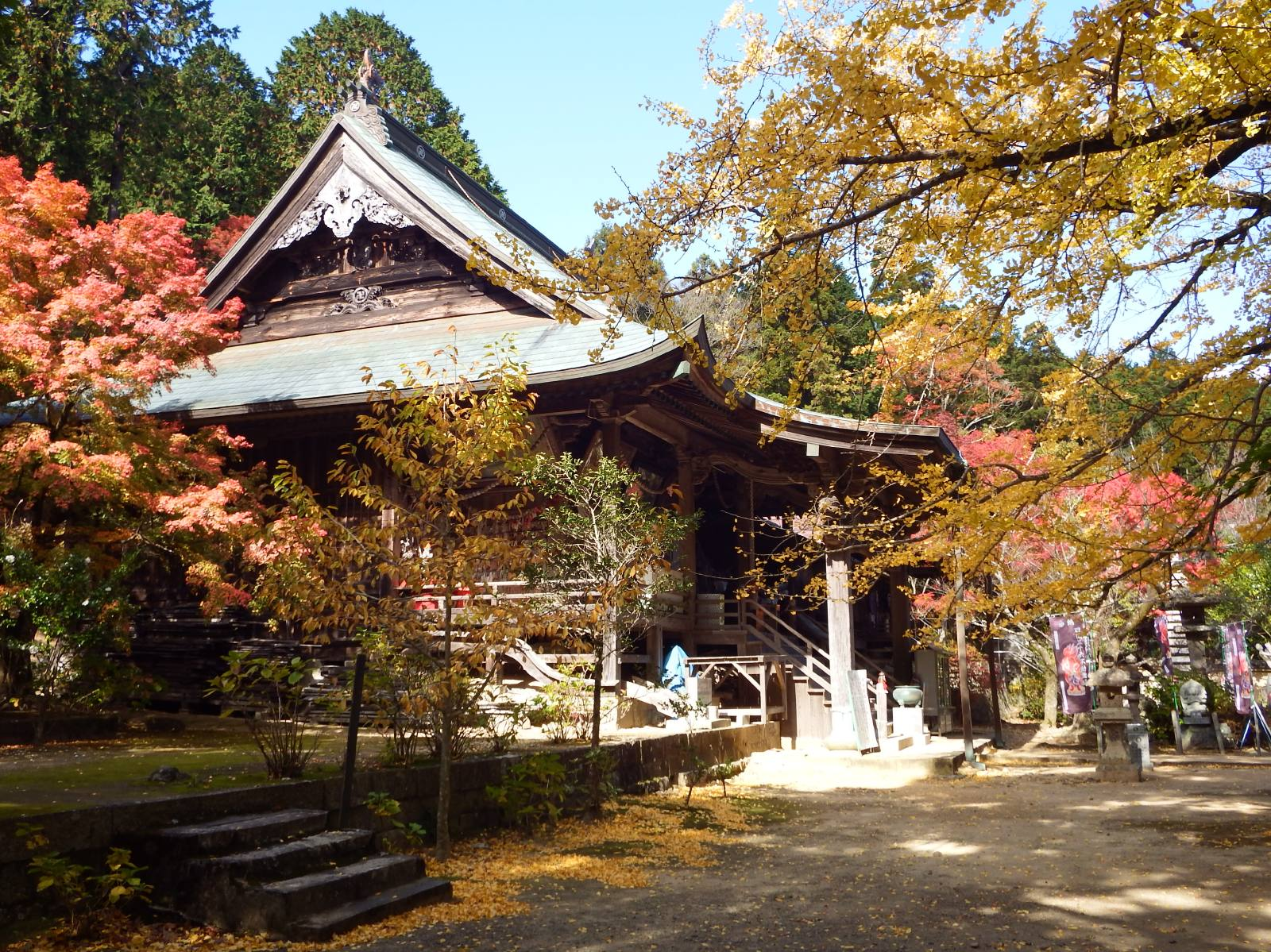
大山寺（1番）
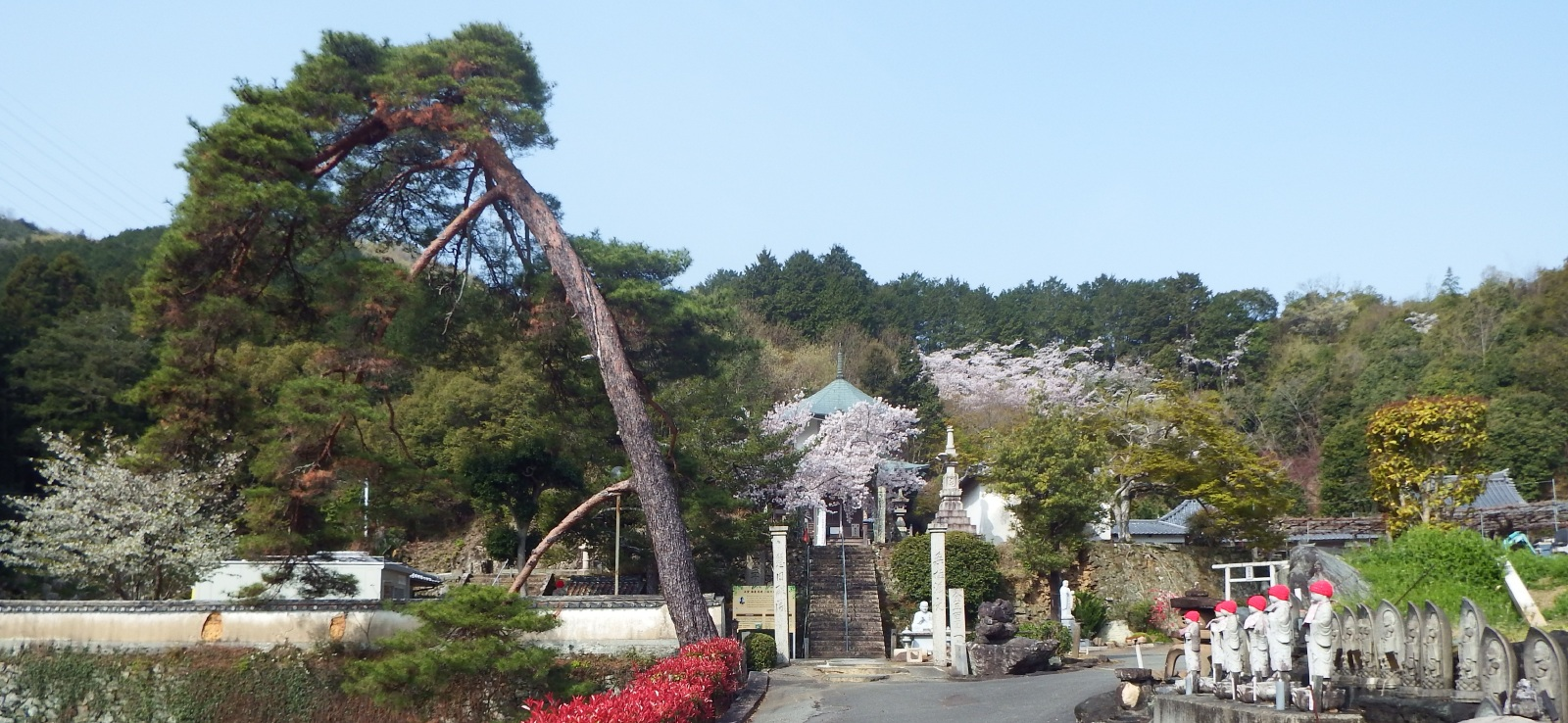
童学寺（2番）
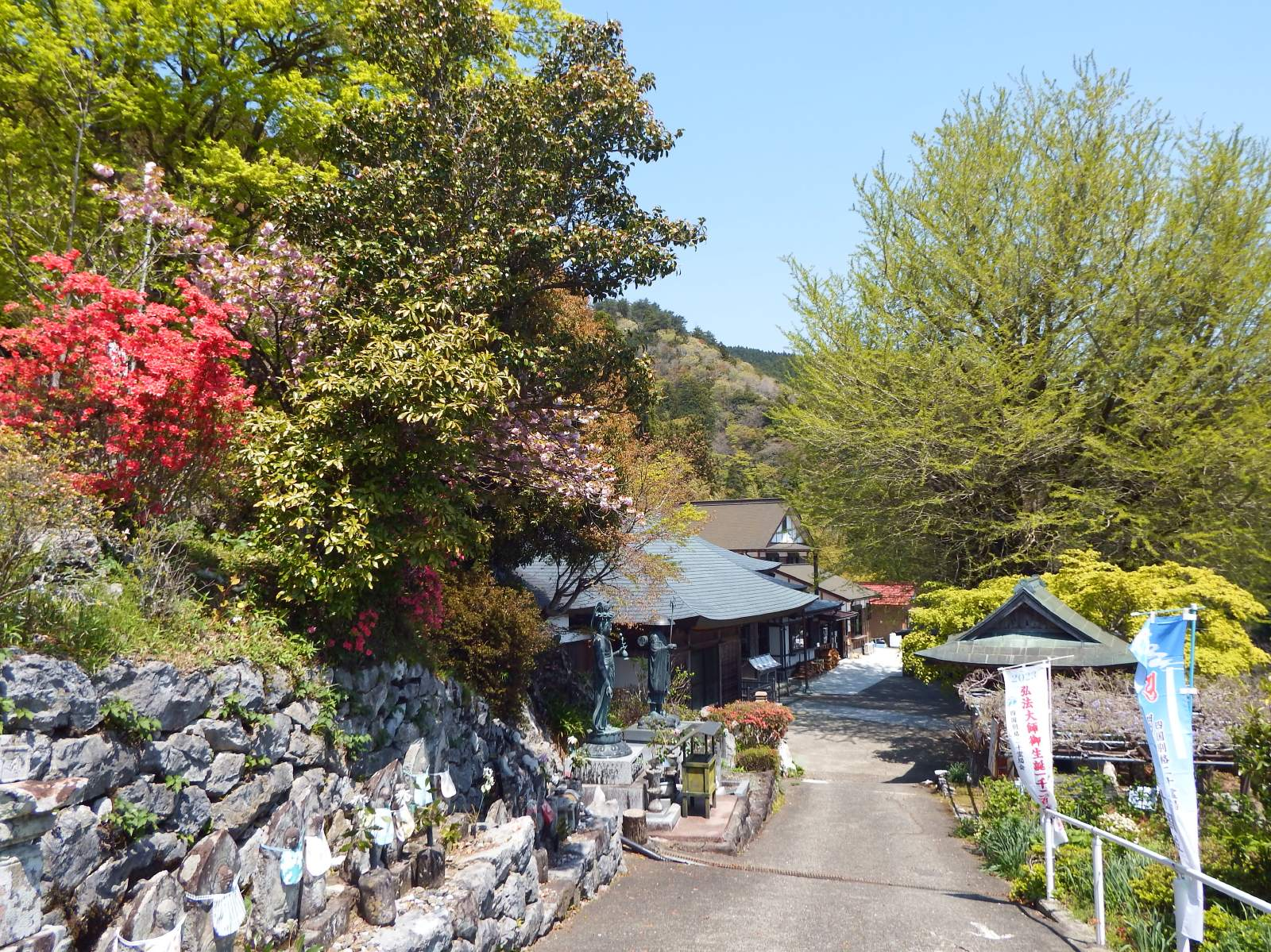
慈眼寺（3番）
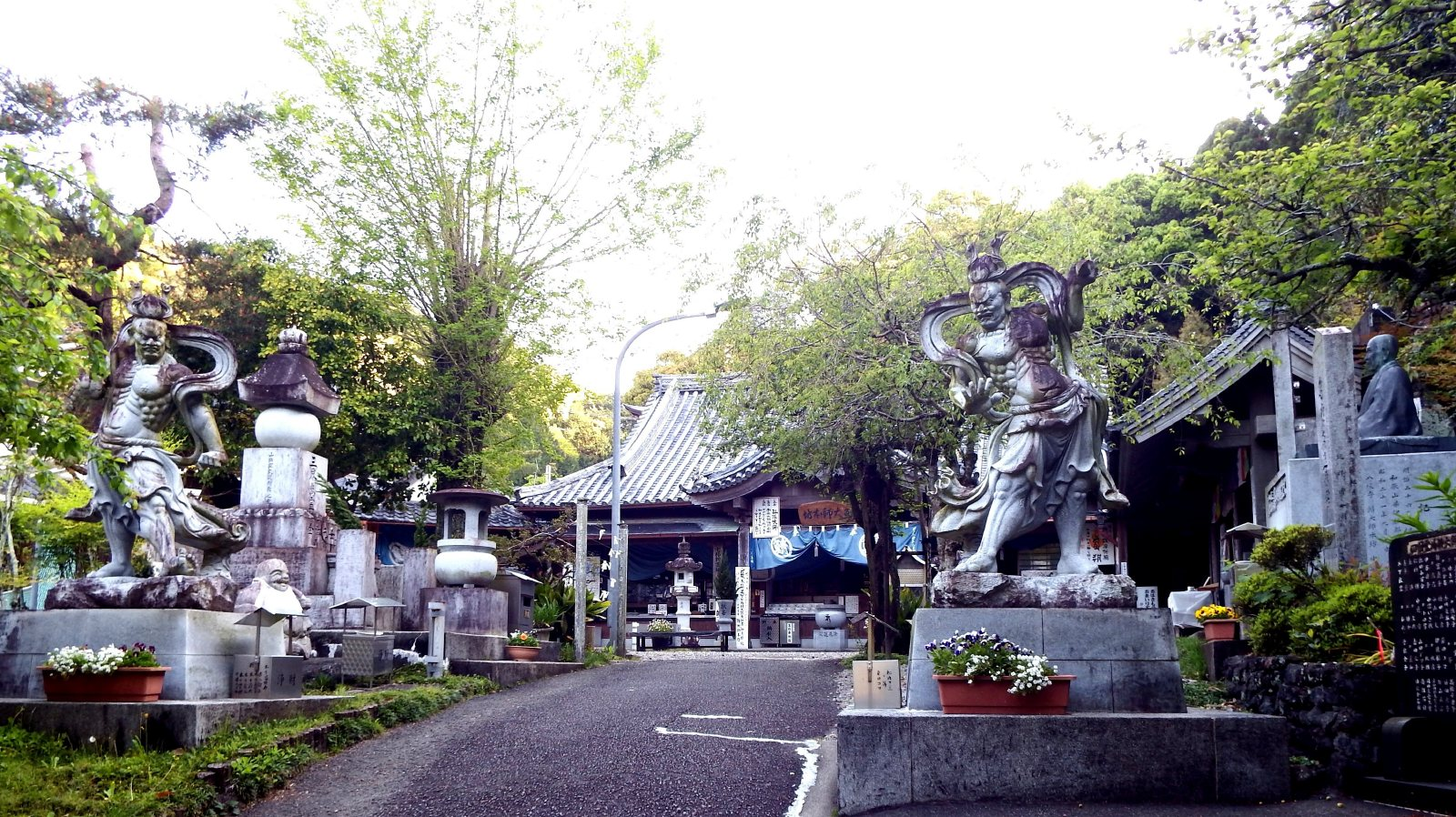
鯖大師本坊（4番）
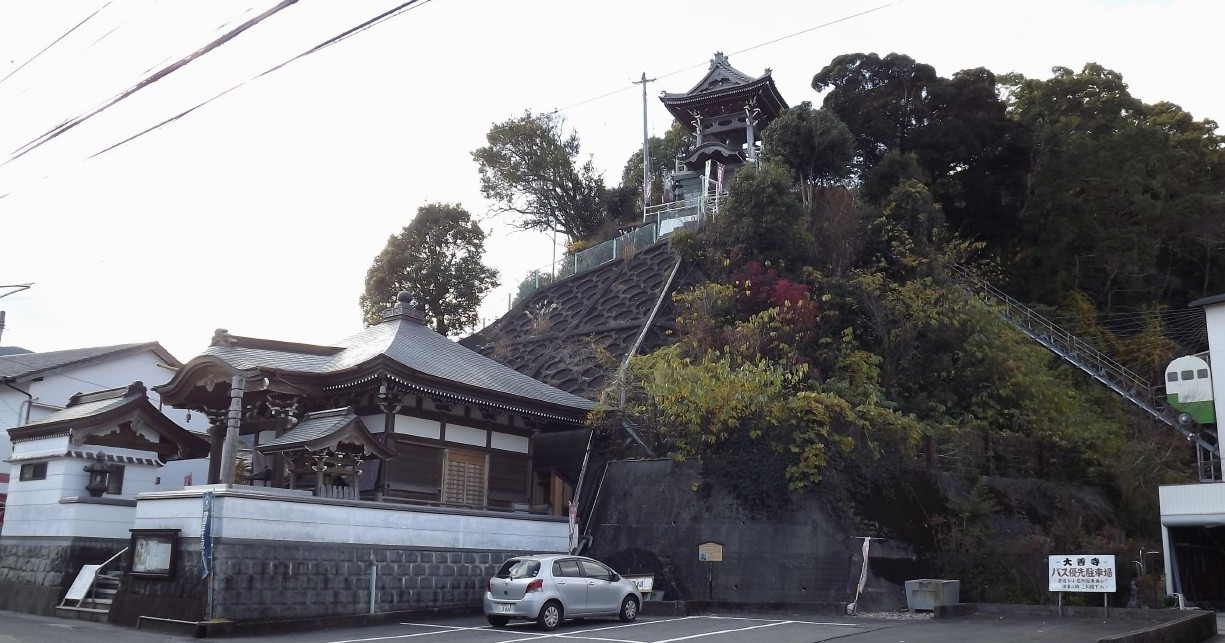
大善寺（5番）
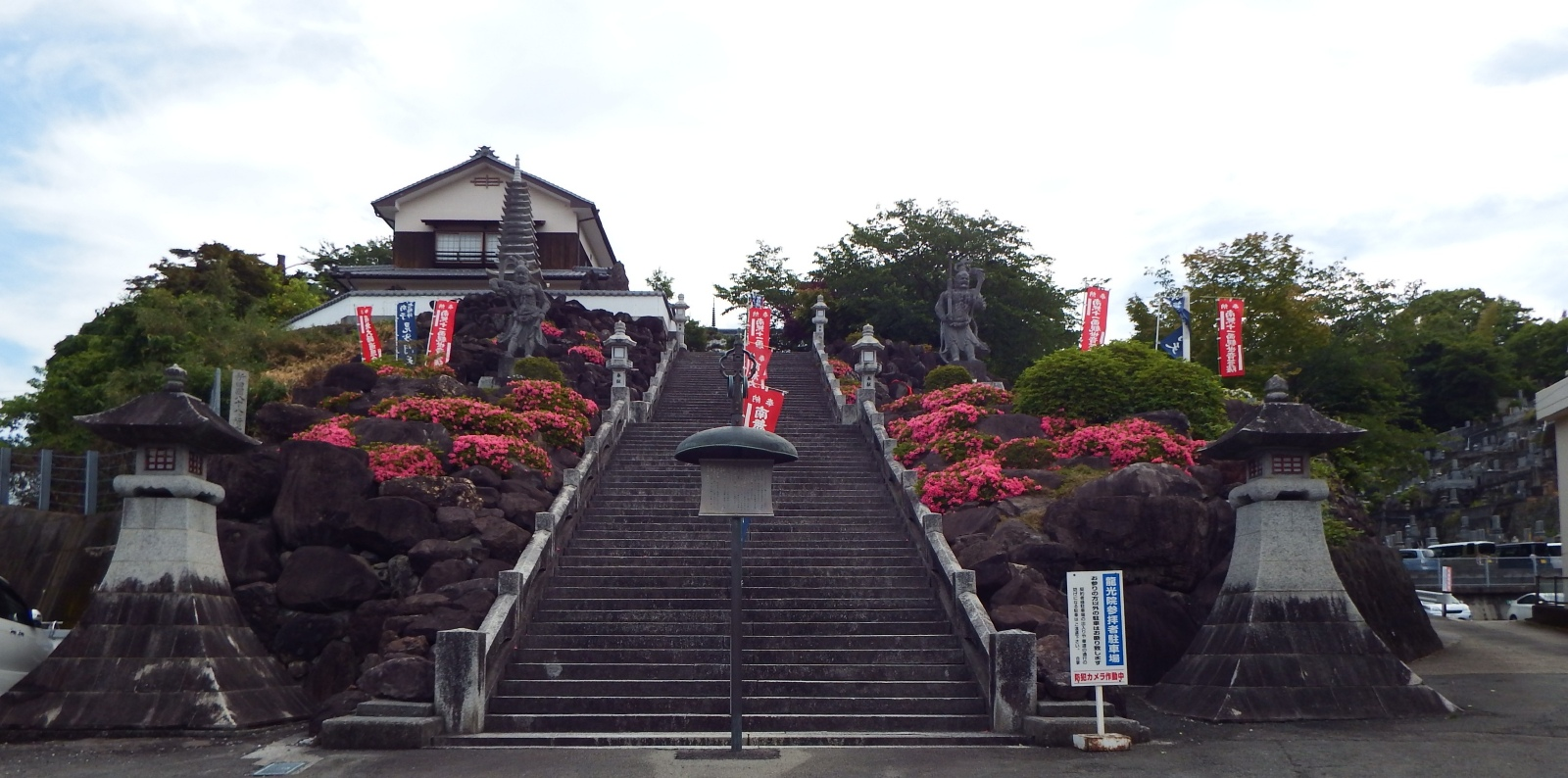
龍光院（6番）
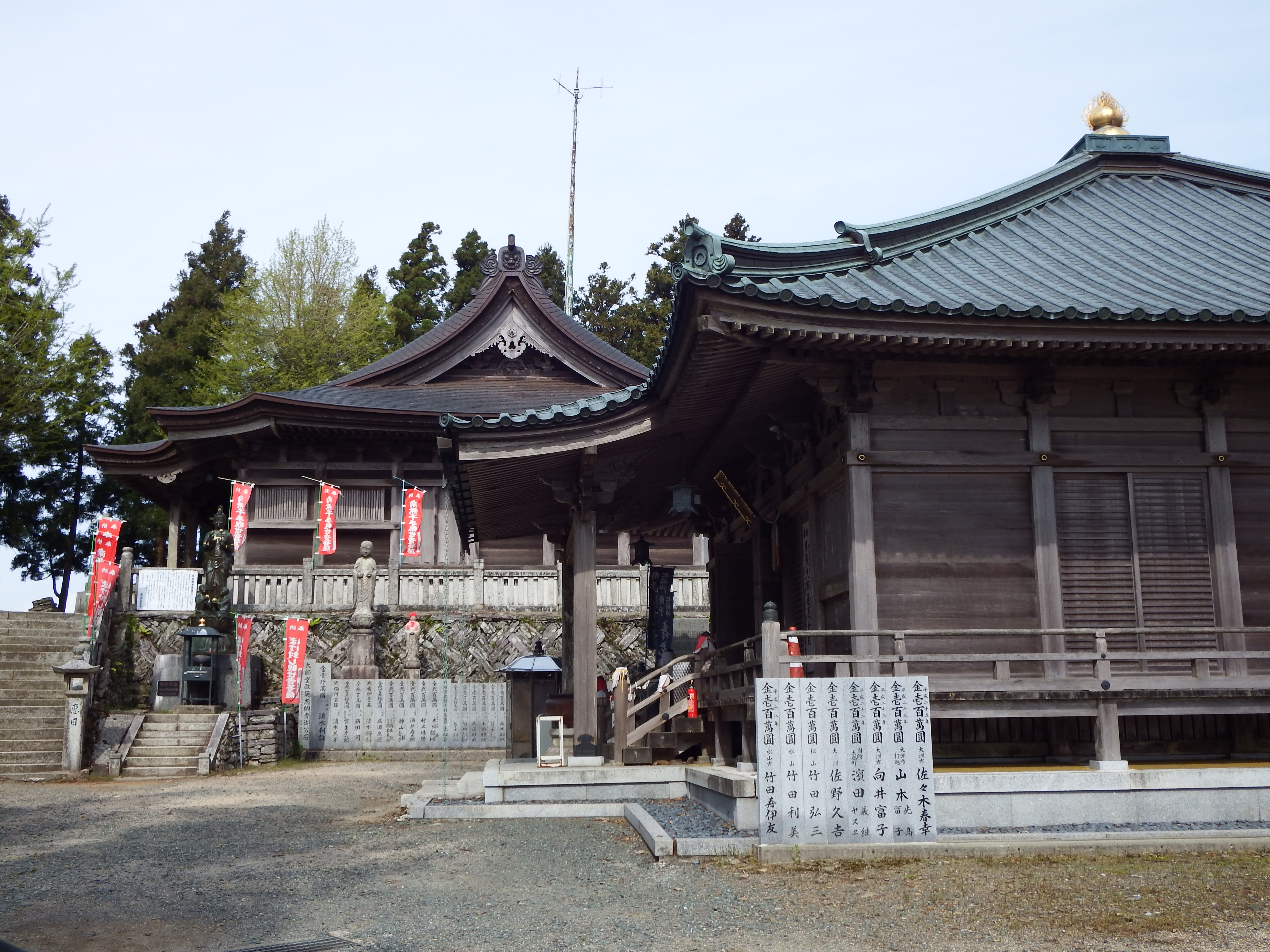
出石寺（7番）
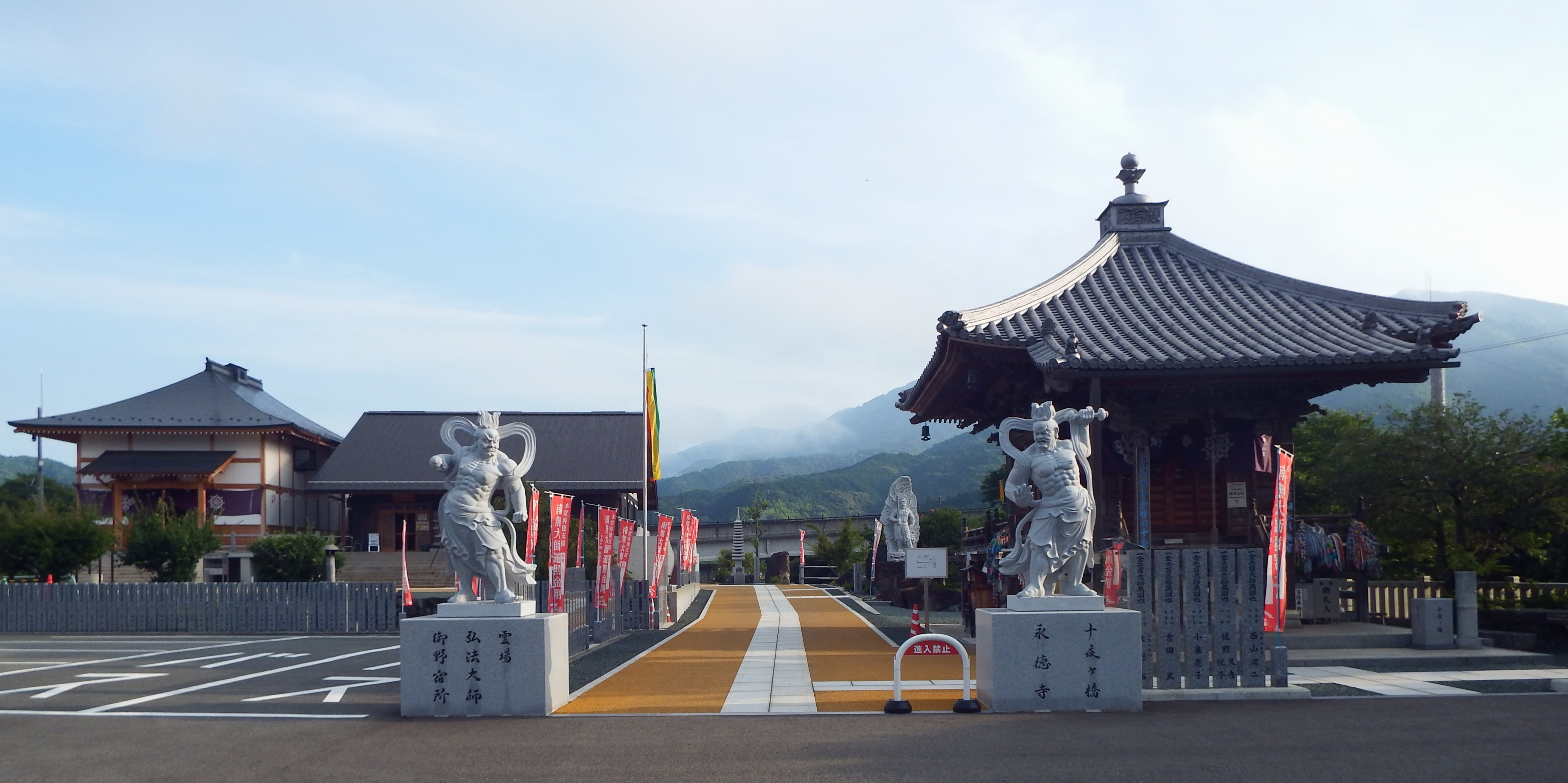
十夜ヶ橋（8番）
十夜ヶ橋の下
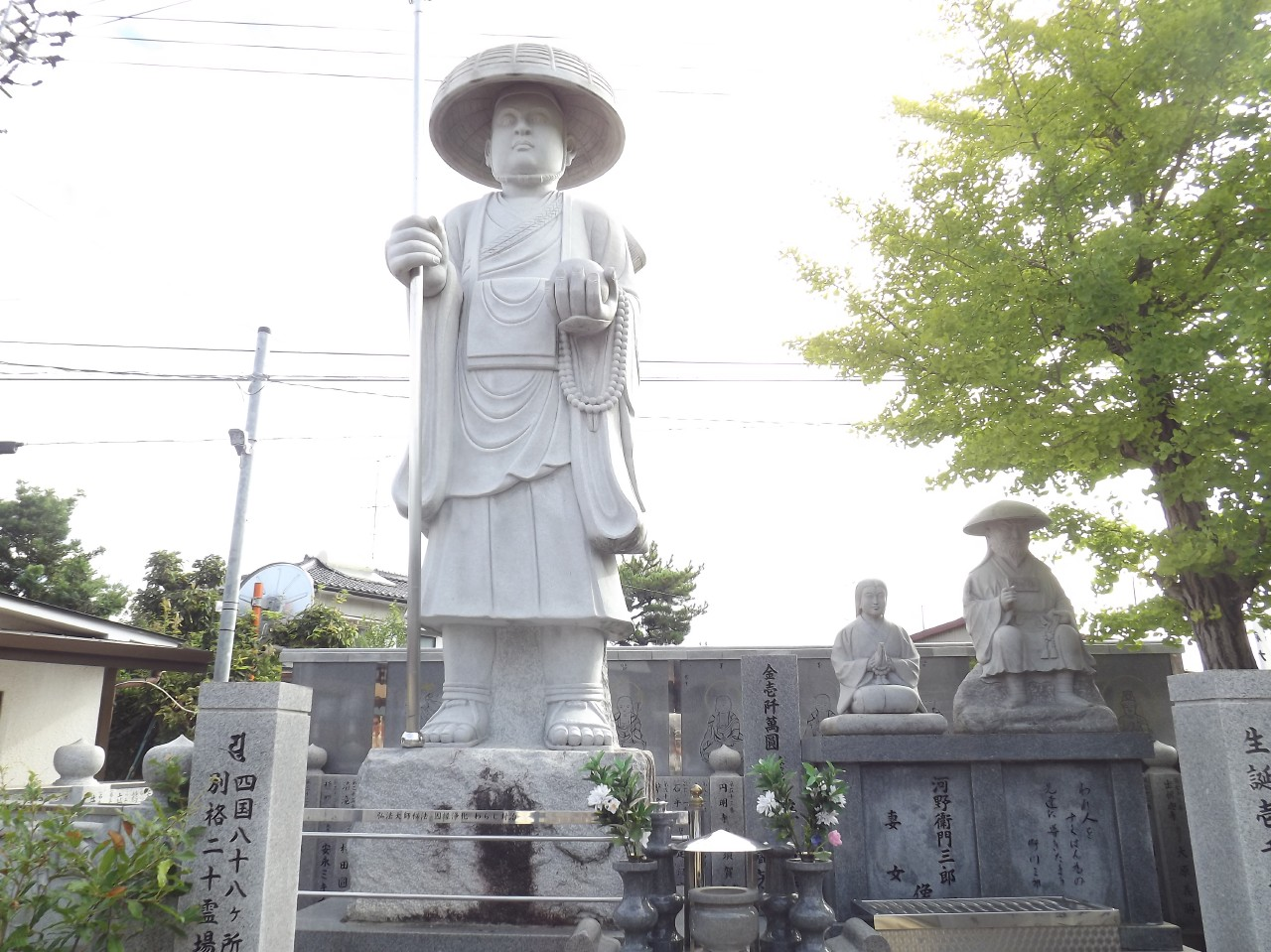
文殊院（9番）
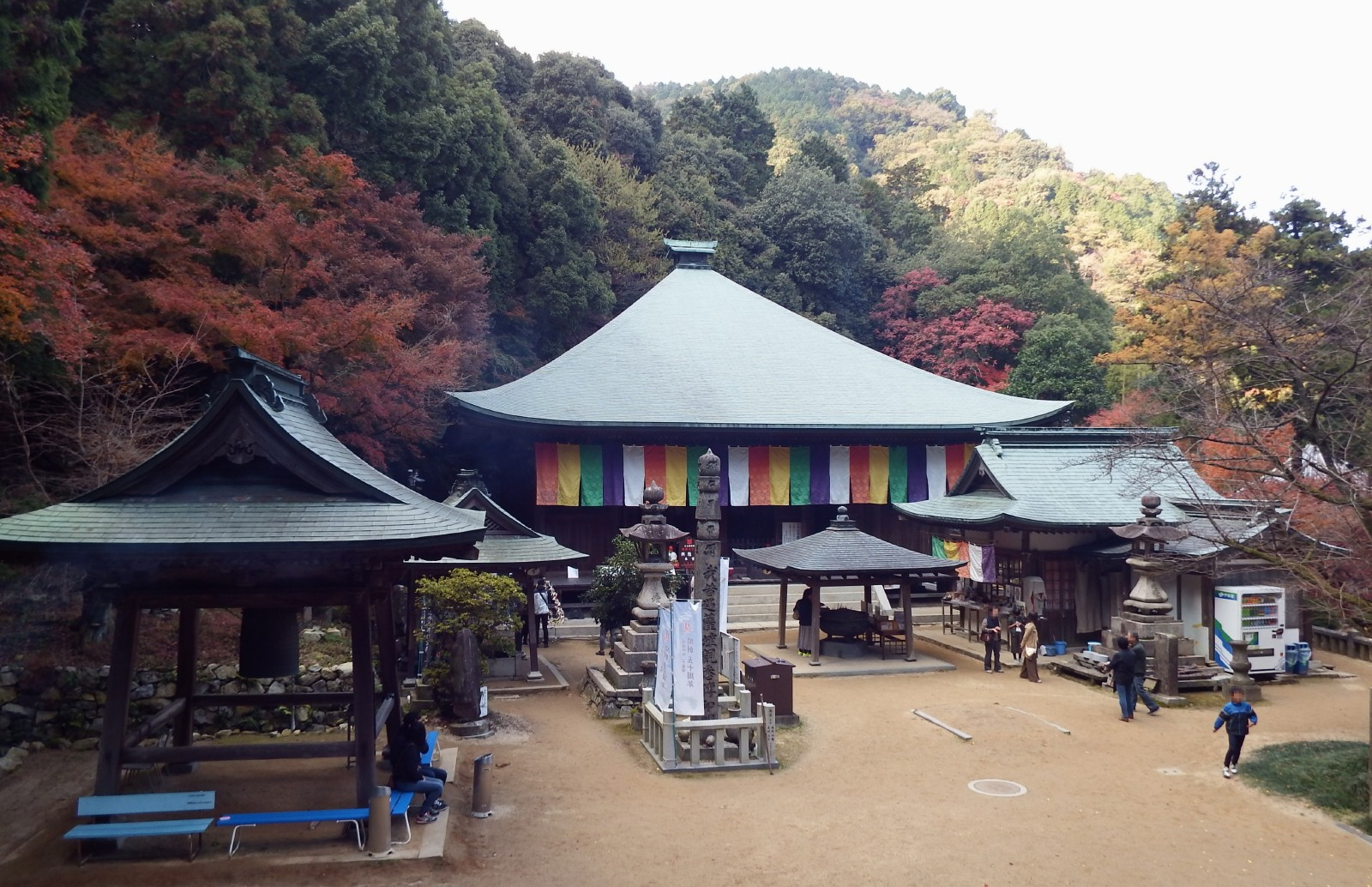
西山興隆寺（10番）
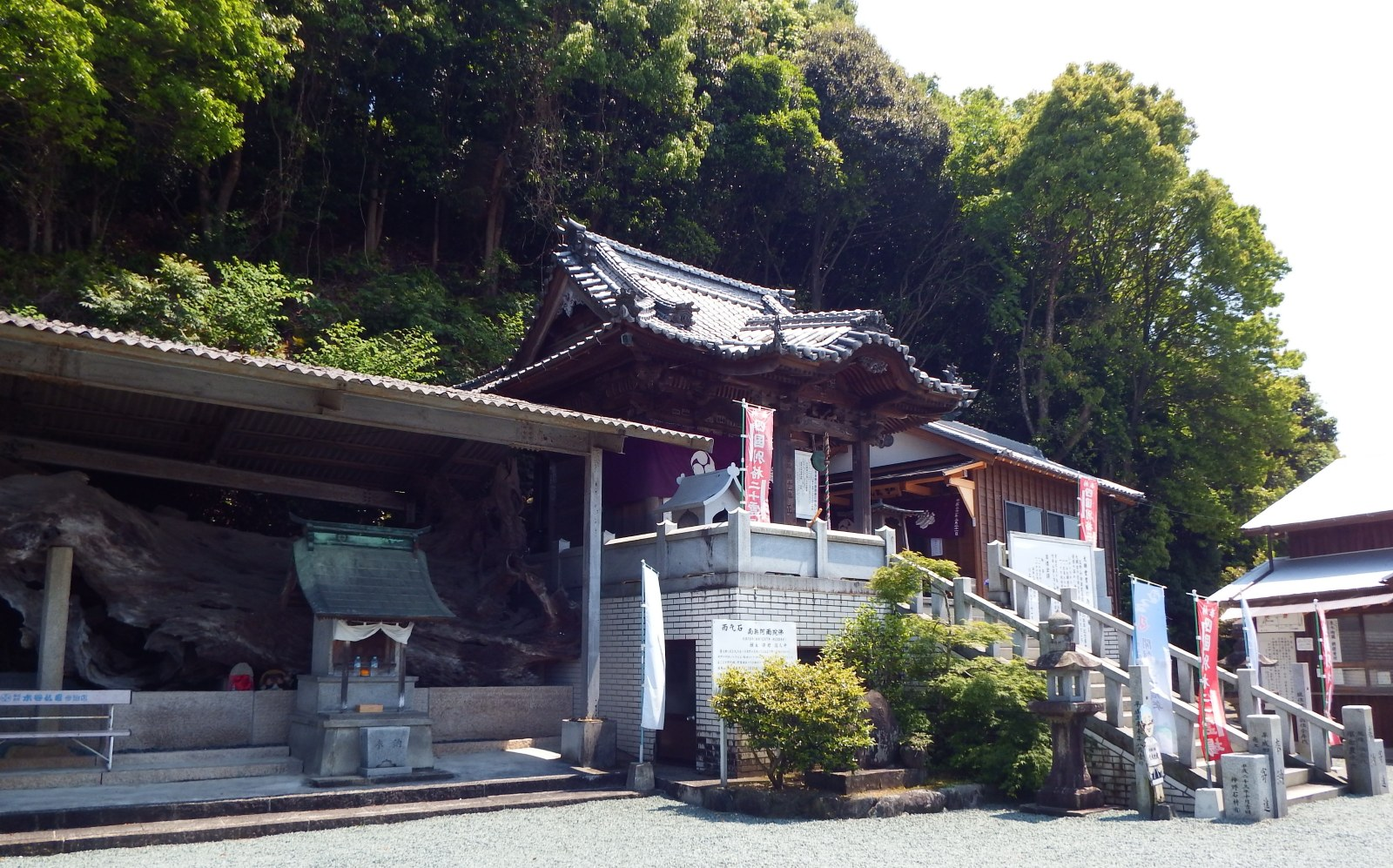
生木地蔵（11番）
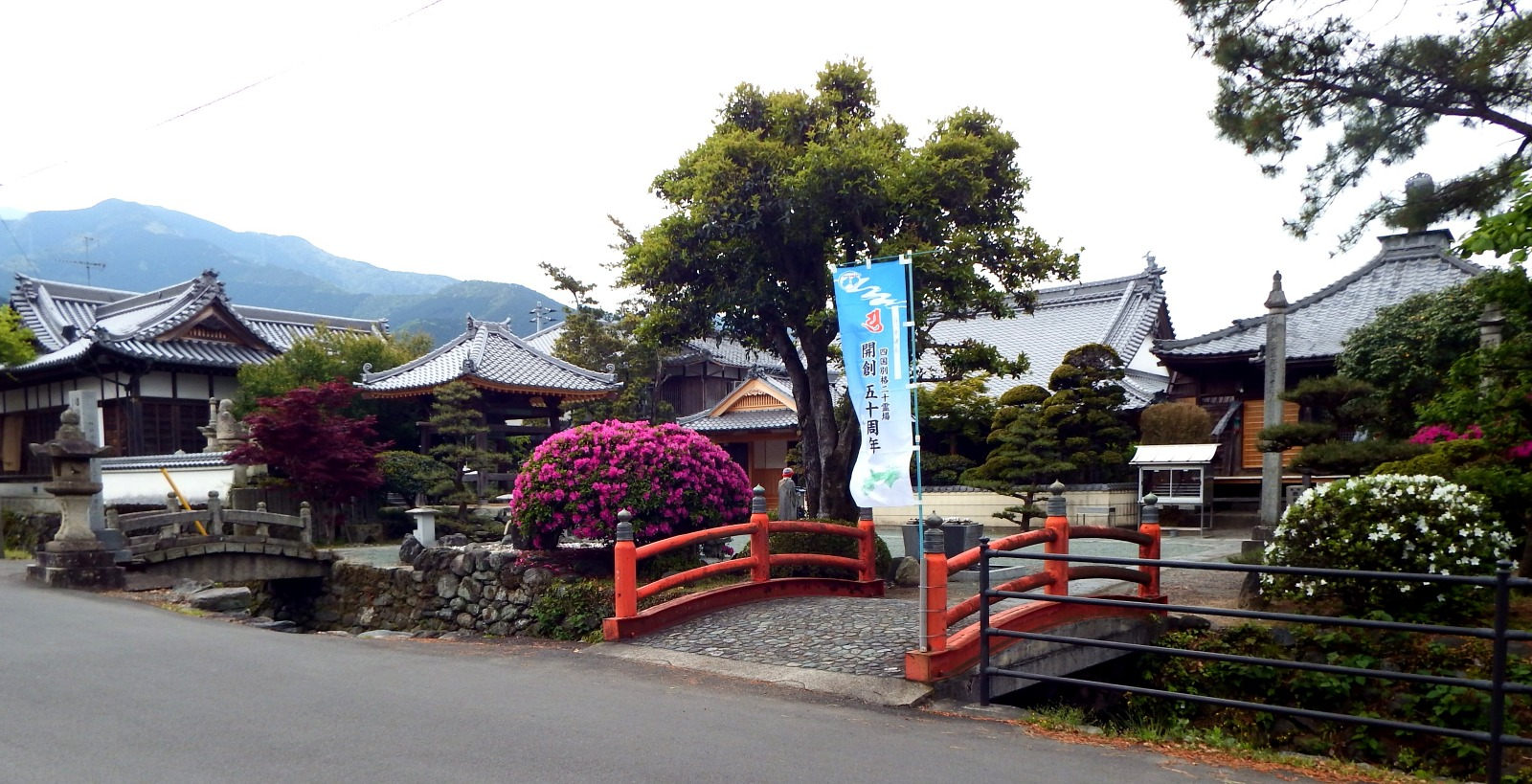
延命寺（12番）
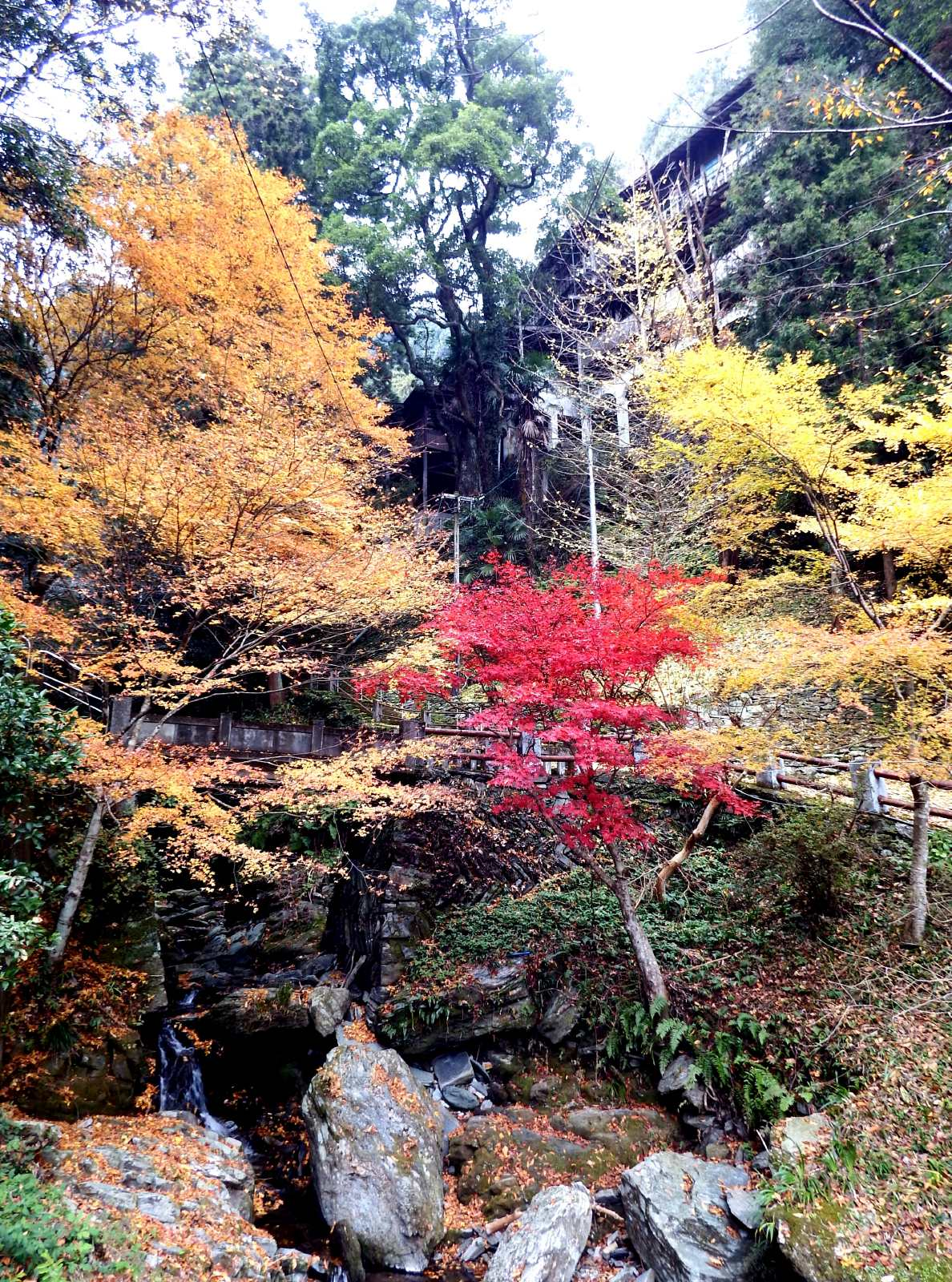
仙龍寺（13番）
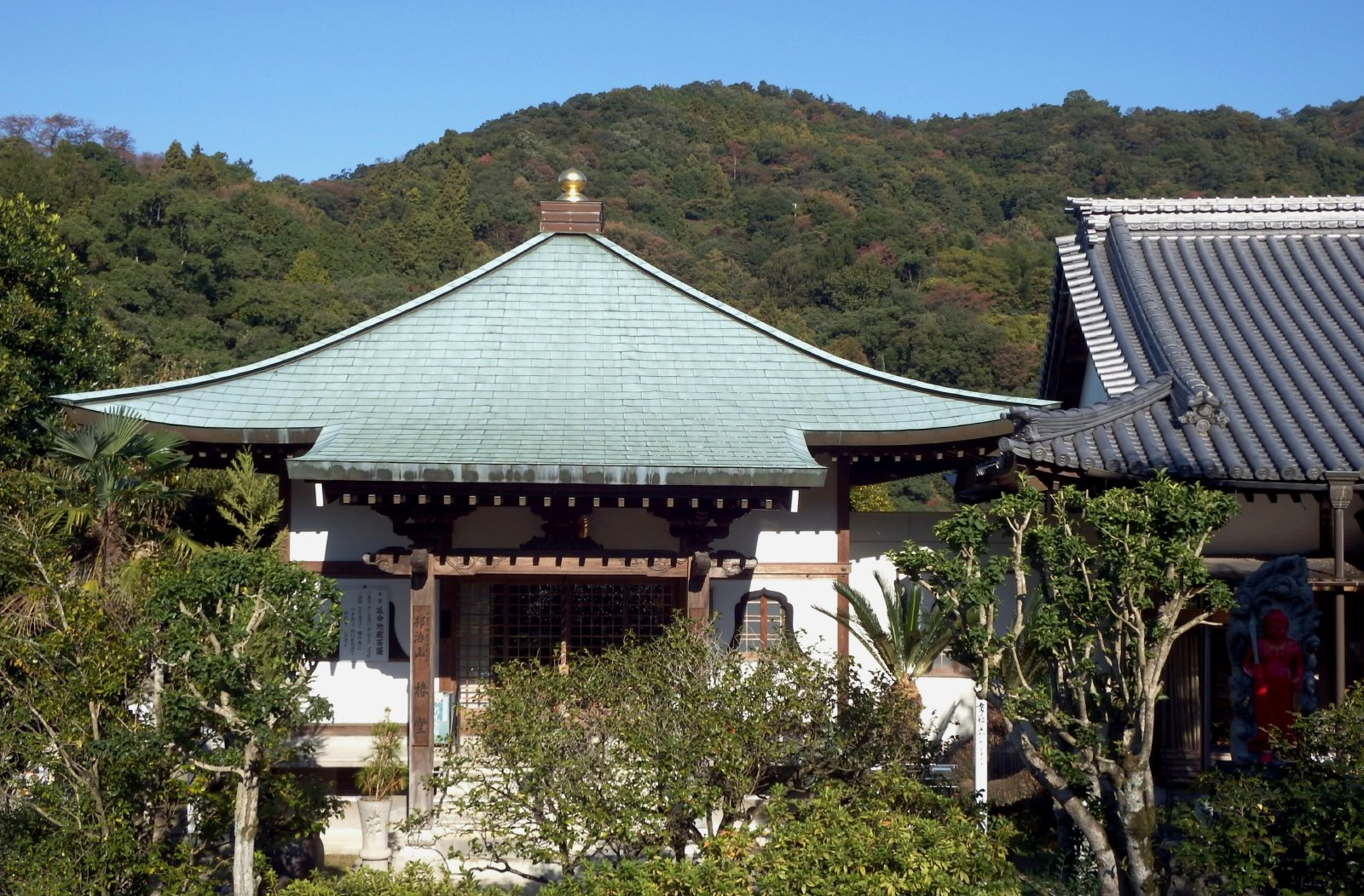
常福寺（14番）
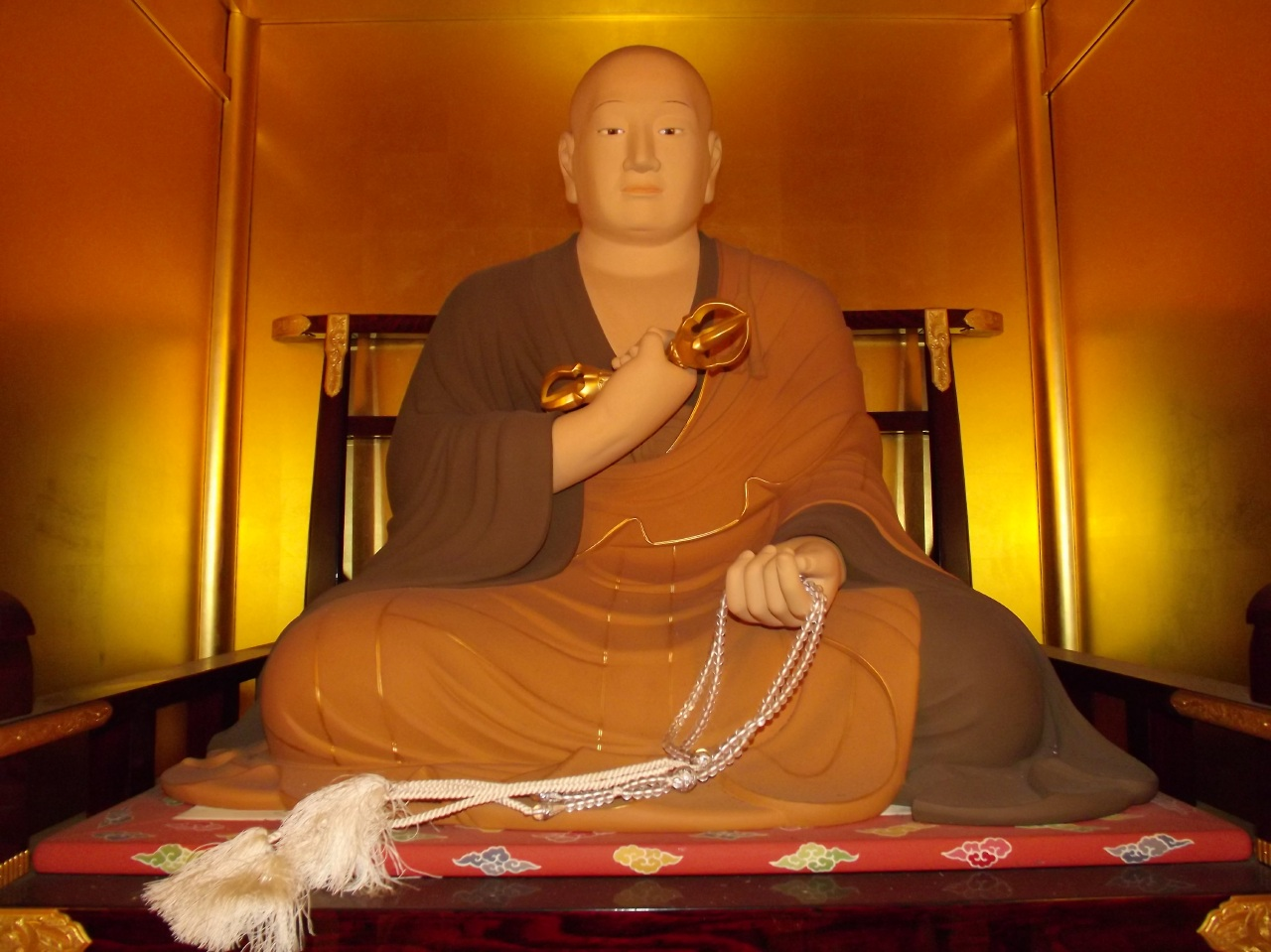
常福寺の大師像
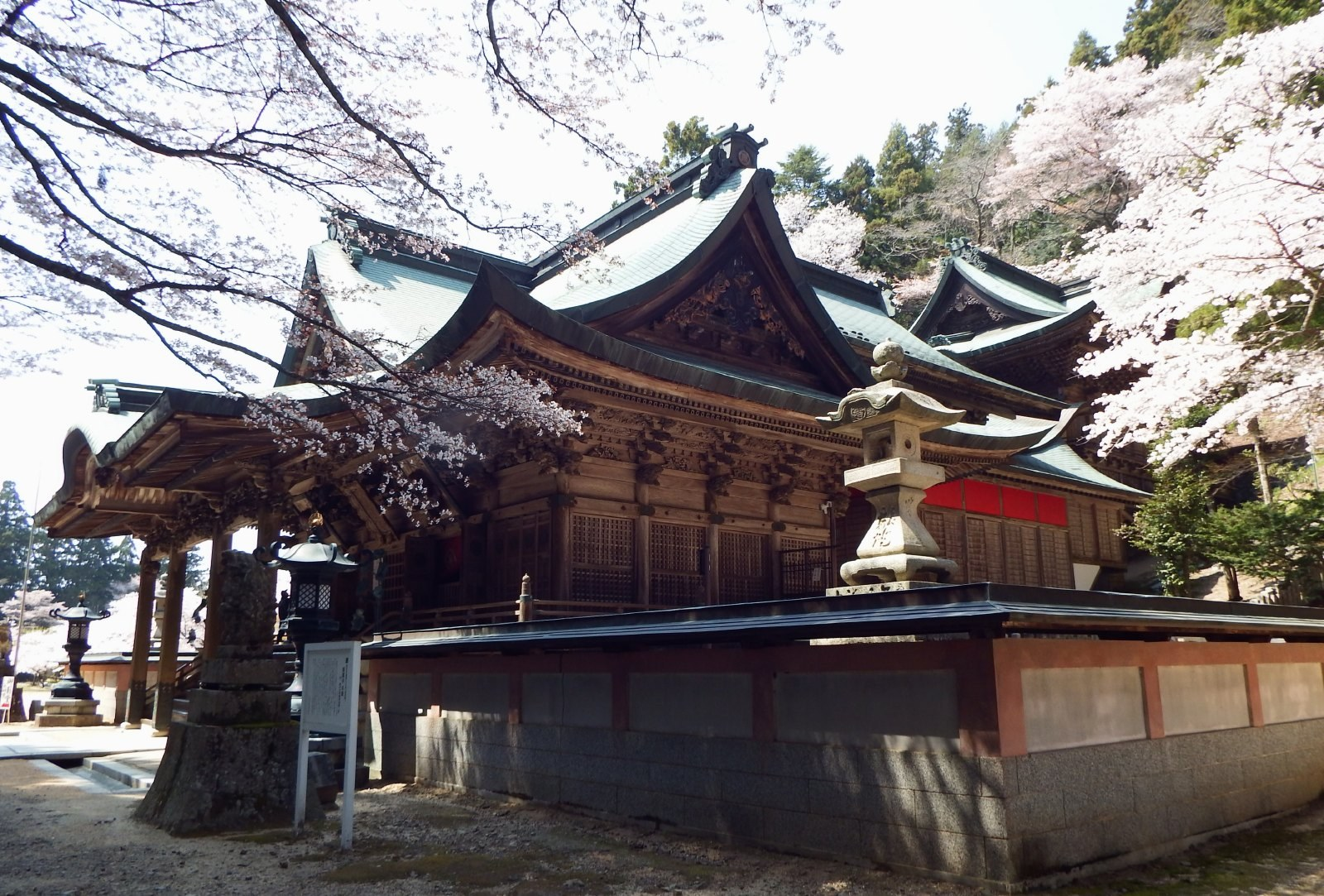
箸蔵寺（15番）
萩原寺（16番）
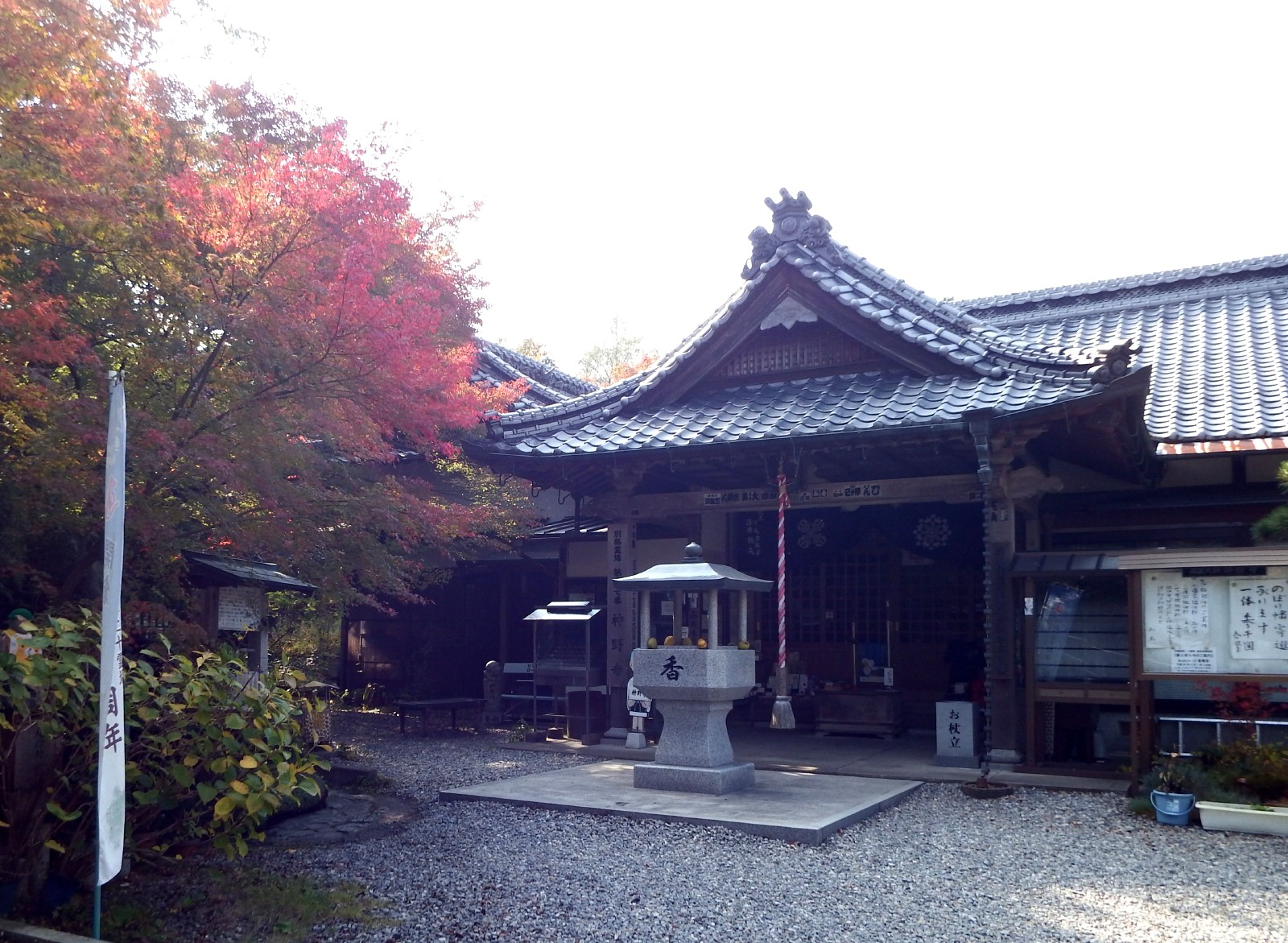
神野寺（17番）
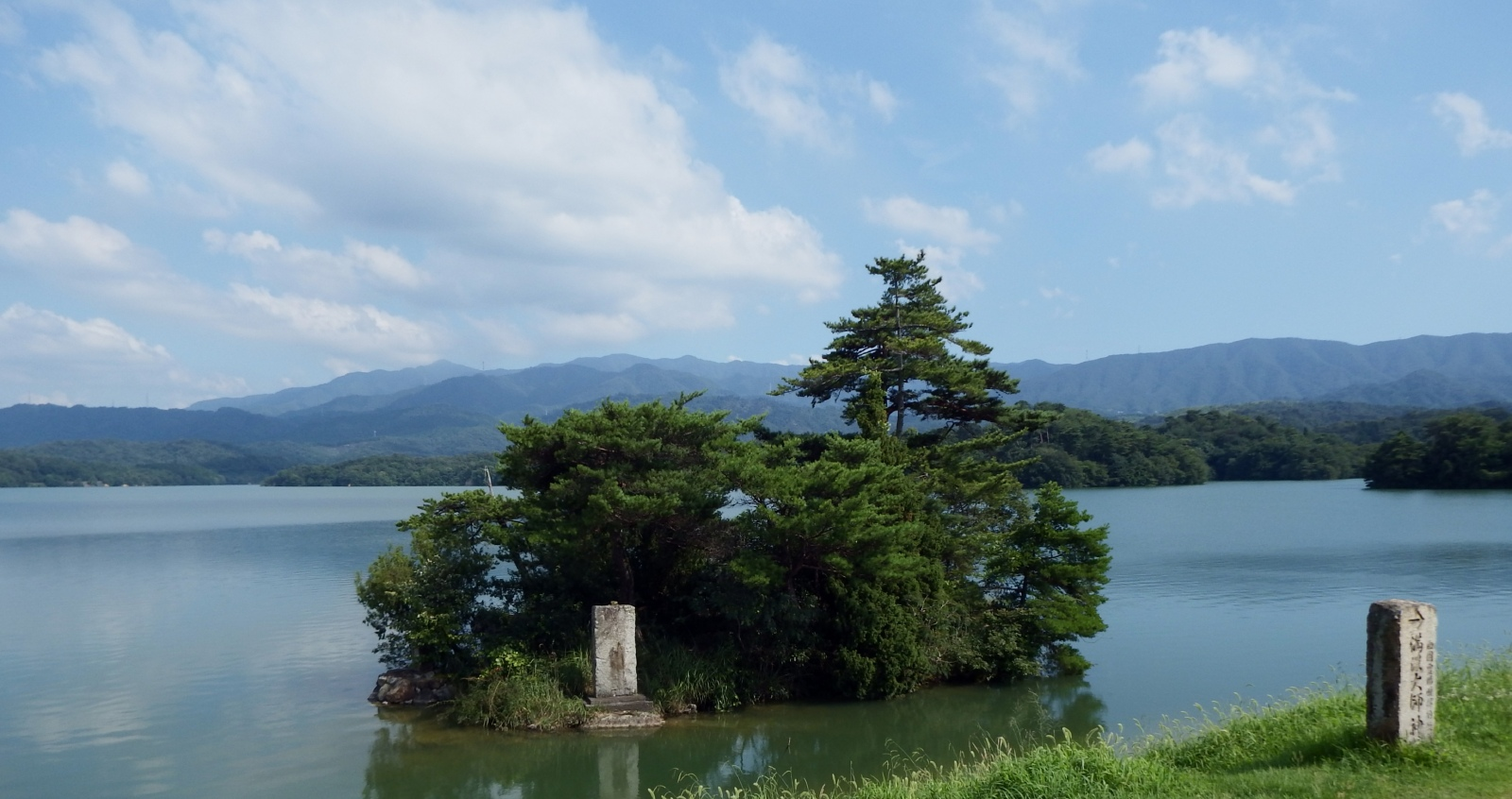
満濃池
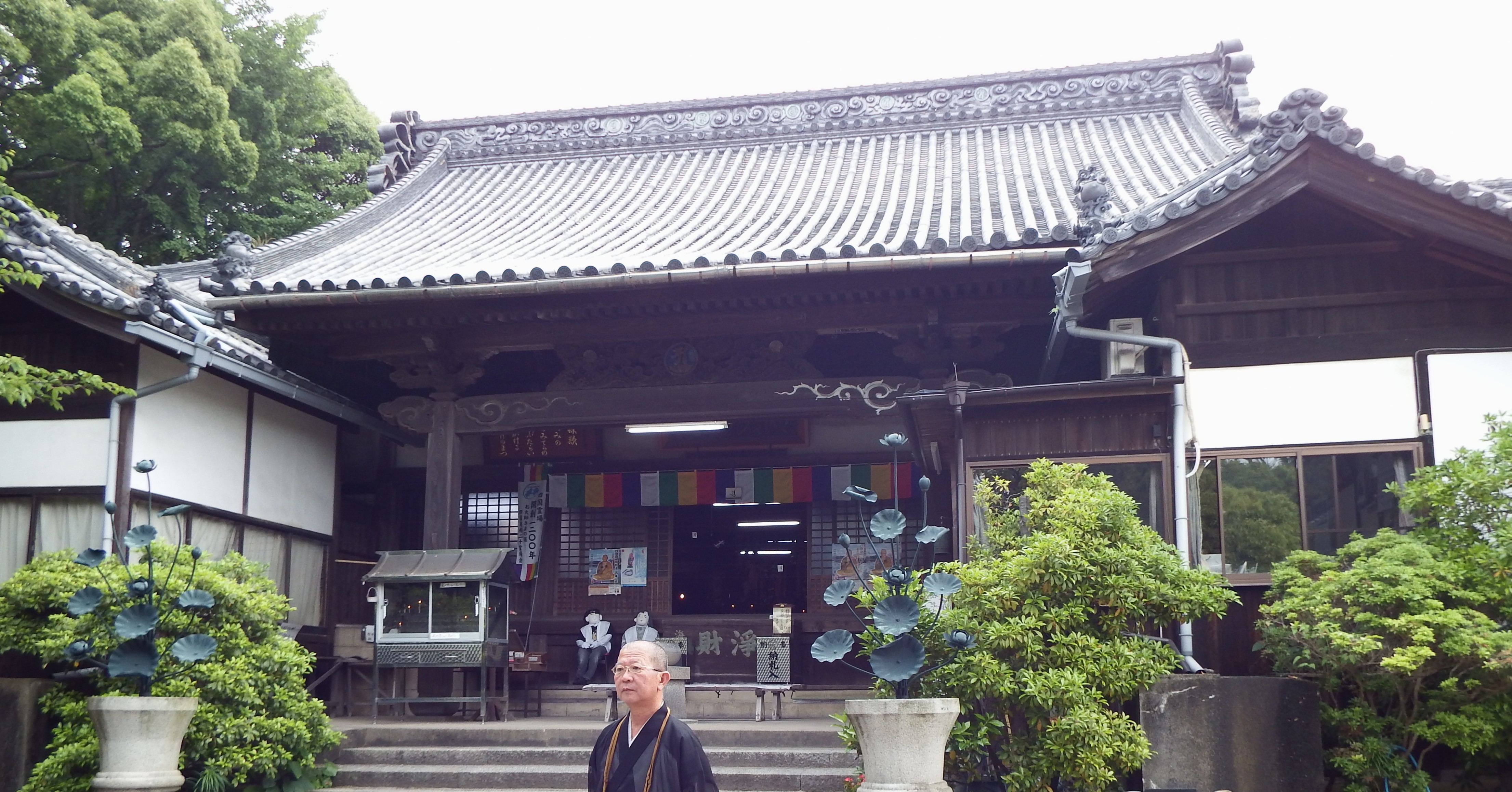
海岸寺（18番）
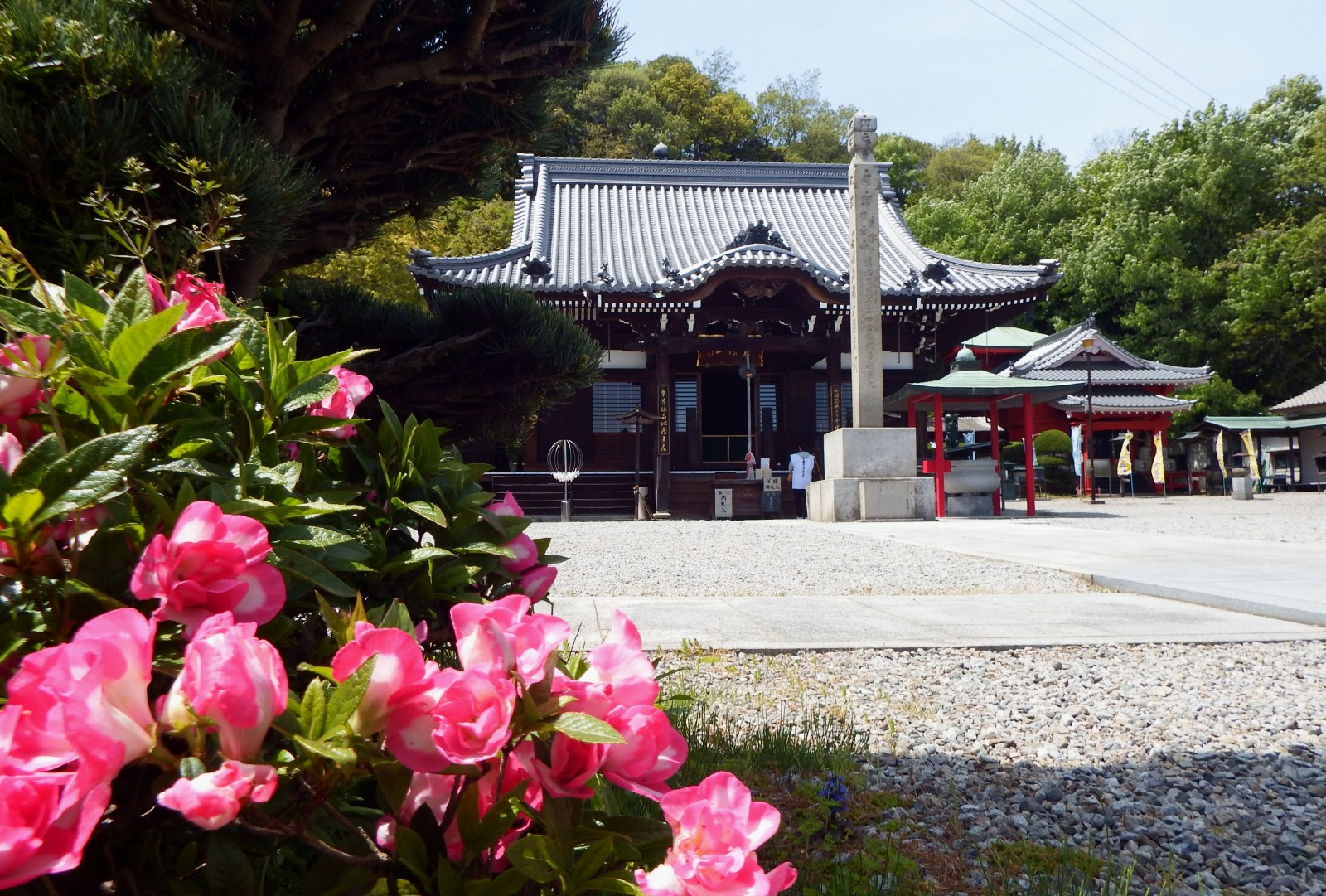
香西寺（19番）
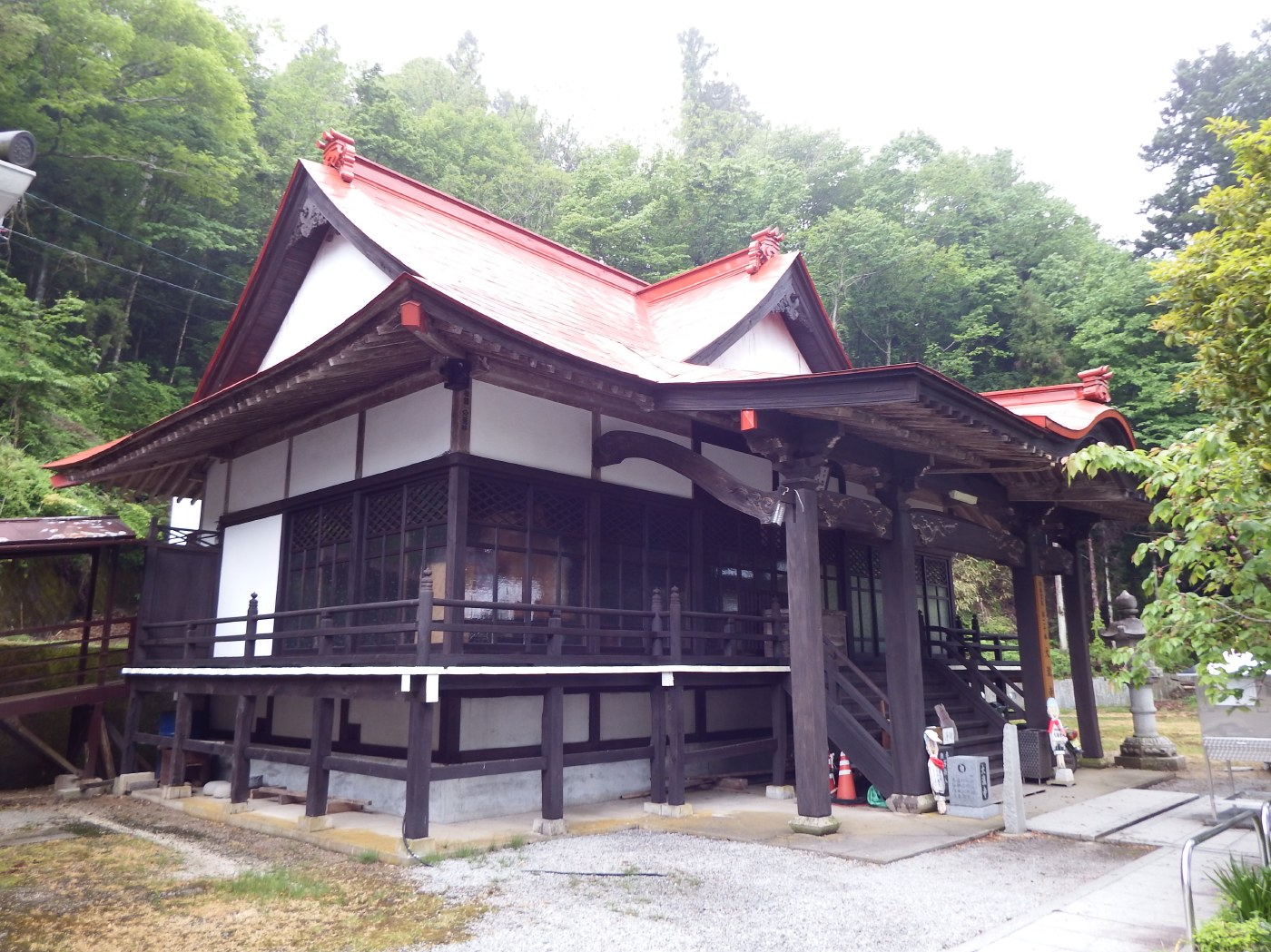
大瀧寺（20番）

## その後

### 四国霊場開創1200年記念　行事
空海が42歳の厄年の時に四国を巡錫したとされる年から1200年目の2014年（平成26年）を四国霊場開創1200年とし、その年に、記念法要や御開帳などの行事を行った。行事のうち仏像拝観の内容のみ記する⇒1番大山寺(本尊・脇仏の御開帳)、2番童学寺(本尊の御開帳)、3番慈眼寺(大師堂内拝と蔵王権現像の御開帳)、7番出石寺(前立本尊の御開帳)、8番永徳寺(大師堂大師像の御開帳)、15番箸蔵寺(本坊の大師像の御開帳）、17番神野寺(大師像の御開帳）。

### うるう年　巡拝記念
2016年（平成28年）1月1日から2017年12月31日の間、『梵字シール』を納経した人に各札所で配付し、また、それを張る台紙（記念バッジ付）を販売した。

### 四国別格二十霊場 開創50年記念　行事
2018年（平成30年）1月1日から2年間の予定で、『金色梵字散華』を納経した人に各札所と京都・東寺で配付され、さらに高野山・金剛峰寺でも1年間の予定で配付され、同年7月5日から11日まで東寺で、2019年（令和元年）6月7から9日まで高野山で出開帳が催された。
また、令和3年（2021年）元旦からは弘法大師生誕1250年記念として『木製御影』を有料で頒布している。さらに、令和4年4月1日より各寺の縁起がイラストで描かれた大師納経を有料で頒布している。

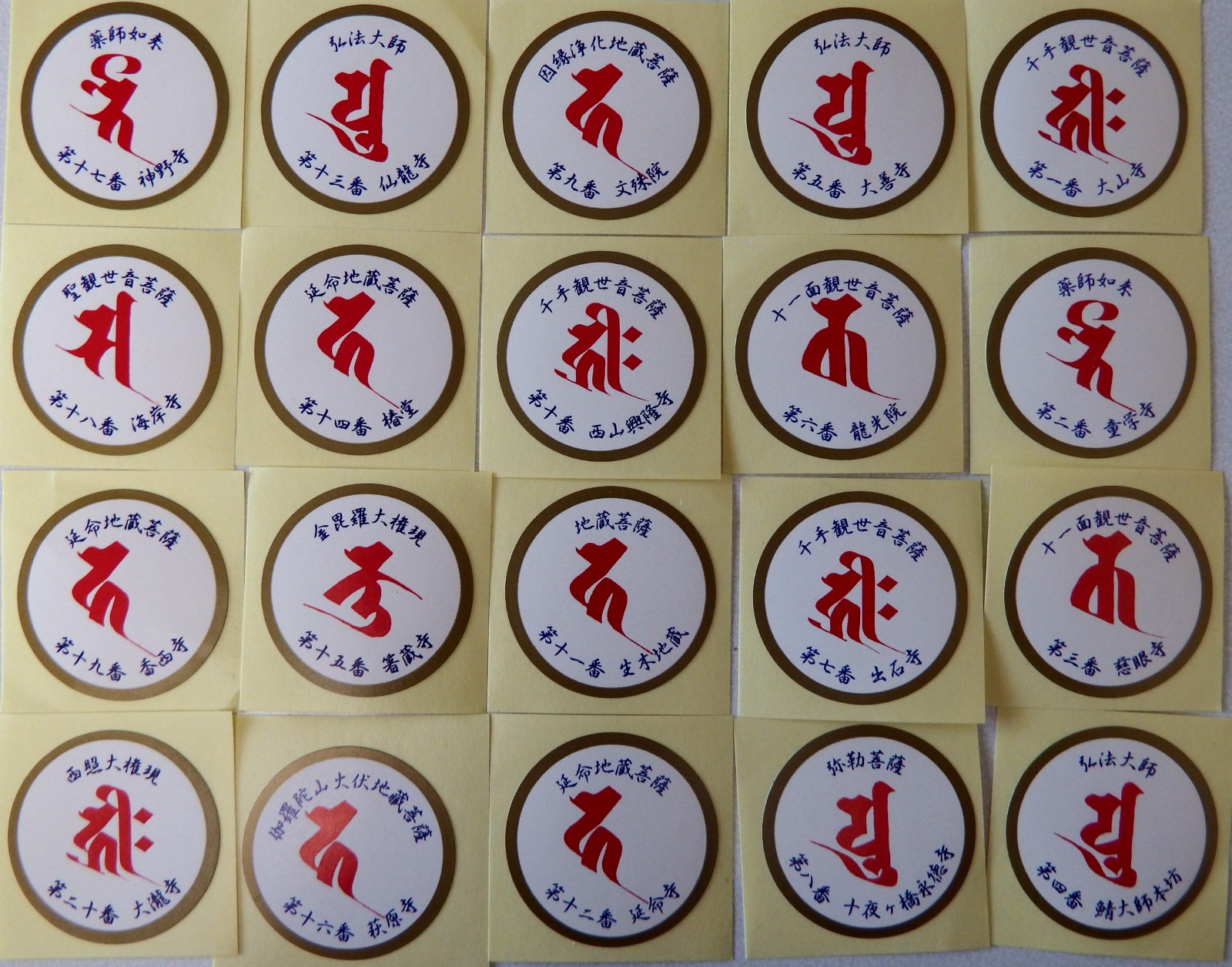
梵字シール
金梵字散華
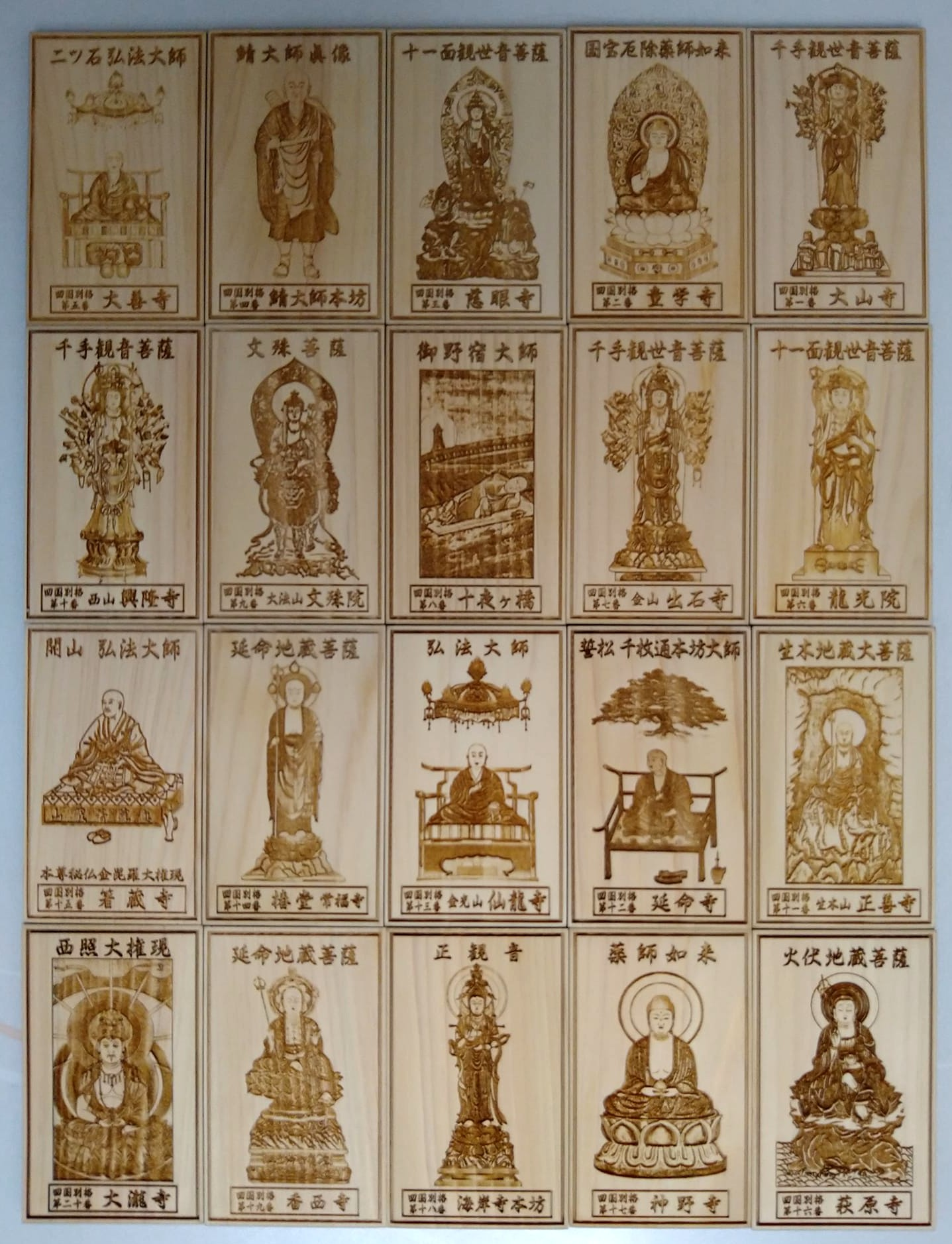
木製御影